# Serena Williams
Serena Jameka Williams (Saginaw, 26 settembre 1981) è un'ex tennista statunitense.
Soprannominata The Queen (La regina), è considerata una delle migliori tenniste di tutti i tempi, anche da leggende di questo sport come Chris Evert, grazie alla sua forza fisica e mentale, ai suoi potenti colpi da fondo campo e al miglior servizio del circuito, nel corso di una carriera da professionista della durata di venticinque anni (1997-2022).
Williams si è aggiudicata 73 titoli del circuito maggiore in singolare: 23 di questi sono prove del Grande Slam (record femminile nell'Era Open), che la rendono la seconda tennista di sempre ad aver vinto più Major in questa specialità dietro alla sola Margaret Smith Court, che primeggia con 24. Ha compiuto il Piccolo Slam (detto anche Grande Slam Virtuale) in singolare, che consiste nella vittoria di quattro Slam consecutivi non durante lo stesso anno solare, per due volte (nei bienni 2002-2003 e 2014-2015), impresa che è stata ribattezzata in suo onore come Serena Slam, e una volta in doppio (biennio 2009-2010, insieme alla sorella Venus Williams), il che la rende una delle due tenniste (insieme a Martina Navrátilová) ad aver raggiunto il traguardo in entrambe le specialità. Insieme a Steffi Graf è l'unica tennista ad aver completato il Career Super Slam. Può inoltre vantare cinque WTA Finals e 19 tornei di categoria Premier (6 Premier Mandatory, 6 Premier 5 e 7 Premier), oltre a 21 titoli Tier I e Tier II e alla medaglia d'oro conquistata alle Olimpiadi di Londra nel 2012 ai danni di Marija Šarapova, sua grande rivale.
È stata per 319 settimane, di cui 186 consecutive, la tennista numero uno del mondo, terza nella classifica di tutti i tempi dietro a Steffi Graf e Martina Navrátilová.
Non solo in singolare Williams può vantare numerosi successi, ma anche in doppio femminile e doppio misto, dove si contano altri 16 tornei del Grande Slam complessivi: 14 vinti in coppia con la sorella maggiore Venus e due in doppio misto, entrambi ottenuti con Maks Mirny nel 1998. Ha raggiunto la vetta anche della classifica di doppio nel 2010. A questi successi vanno sommate altre tre medaglie d'oro alle Olimpiadi, tutte vinte insieme a Venus, una Federation Cup e due Hopman Cup.
Con un montepremi in denaro di oltre 94 milioni di dollari è la tennista ad aver guadagnato di più nella storia di questo sport. In virtù dei successi ottenuti e dei contratti di sponsorizzazione, sia nel 2016 che nel 2017 è risultata essere l'atleta donna più pagata dell'anno, ha conseguito quattro volte la vittoria del prestigioso Laureus Sportswoman of the Year Award, mentre nel 2015 la rivista Sports Illustrated l'ha consacrata atleta dell'anno. Nel 2024 l'Association internationale de la presse sportive ha collocato Williams al primo posto nella lista delle atlete più importanti degli ultimi 100 anni.

## Biografia

### Esordi e primi successi

#### 1997

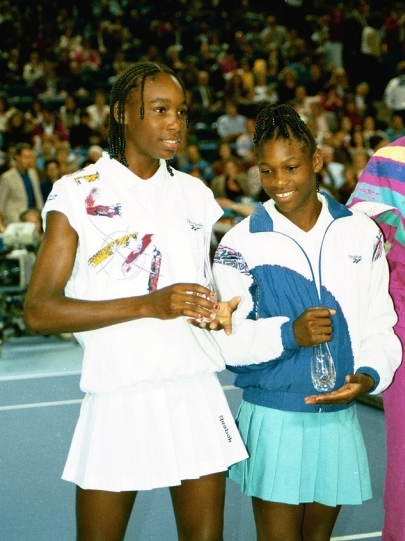
Serena (a destra) e la sorella Venus nel 1993

Il padre Richard Williams è figlio di emigrati nigeriani. Serena entra nel circuito professionistico nel 1997, debuttando al torneo di Indian Wells, dove viene però eliminata alle qualificazioni da Alexia Dechaume-Balleret. Non riesce a qualificarsi in un main draw fino al torneo di Chicago. In questa occasione, è protagonista di un eccellente torneo, essendo riuscita a battere due top-10 quali Mary Pierce e Monica Seles, prima di arrendersi a Lindsay Davenport.
In doppio, in coppia con la sorella Venus Williams, riesce a raggiungere i quarti di finale a Indian Wells e la semifinale a Chicago, dove perdono in seguito a un ritiro contro la coppia Davenport-Seles. Le sorelle, nel 1997, fanno il loro debutto anche in un torneo dello Slam in doppio, più precisamente agli US Open, dove però non riescono a superare il primo turno.

#### 1998
Serena Williams inizia la sua stagione come numero 96 del mondo alle qualificazioni per il torneo di Sydney. In questa occasione, riesce ad arrivare ai quarti di finale e a battere la numero tre del mondo Lindsay Davenport, ma deve arrendersi alla tennista spagnola Arantxa Sánchez Vicario in semifinale. Agli Australian Open, viene eliminata al secondo turno dalla sorella Venus in due set. A Oklahoma City, perde ai quarti contro Joannette Kruger, ma riesce a vincere il torneo in doppio. A Miami, invece, viene estromessa ai quarti di finale dalla numero uno del mondo Martina Hingis con il punteggio di 6-3 1-6 7–6(4). A Roma, viene sconfitta nuovamente ai quarti dalla sorella ma continua il suo percorso in doppio fino alla semifinale. Agli Open di Francia, si arrende solamente al terzo set contro Arantxa Sanchez-Vicario al quarto turno.
La seconda parte della stagione non riserva alla tennista statunitense grandi soddisfazioni, ma riesce a spingersi ai quarti a Eastbourne (battuta per l'ennesima volta da Arantxa Sanchez-Vicario), a Los Angeles (sconfitta da Martina Hingis) e a Filderstadt (a favore della francese Sandrine Testud). A Wimbledon, la statunitense è costretta a ritirarsi al match di terzo turno contro la spagnola Virginia Ruano Pascual. Agli US Open, invece, è la numero 8 del mondo a batterla in tre set al terzo turno. In doppio, si aggiudica il secondo torneo dell'anno a Zurigo, battendo Mariaan De Swardt e Elena Tatarkova in tre set. Da segnalare anche le tre finali disputate in doppio misto a Parigi (persa in coppia con Luis Lobo), a Wimbledon e a New York (entrambe vinte in coppia con Maks Mirny). Serena Williams termina così l'anno da numero 20 del mondo in singolare e da numero 36 del mondo in doppio.

#### 1999: primo Slam
Serena Williams comincia la stagione al torneo di Sydney, nel quale viene però estromessa già al secondo turno dalla ex numero uno del mondo Steffi Graf. Dall'Australian Open (torneo in cui non va oltre il terzo turno), la statunitense inizia la sua ascesa nella storia del tennis. Trionfa, infatti, a Parigi, battendo in tre set la beniamina di casa Amélie Mauresmo in finale. Vince anche il successivo torneo a cui partecipa, Indian Wells, battendo al secondo turno la numero due del mondo Lindsay Davenport, ai quarti la numero otto Mary Pierce e in finale la numero sette del mondo ed ex numero uno Steffi Graf. A Miami, si ferma solamente in finale battuta dalla sorella. Precedentemente, aveva battuto Monica Seles, numero tre del mondo, e Martina Hingis, numero uno.
Sulla terra rossa non brilla in nessun torneo a cui partecipa. Partecipa al torneo di Roma come numero dieci del mondo, ma si ferma ai quarti, battuta da Martina Hingis. A Berlino, invece, è costretta al ritiro contro la più esperta Arantxa Sánchez Vicario. Al Roland Garros, invece, è la connazionale Mary Joe Fernández a estrometterla al terzo turno.
Appena, però, gli incontri si spostano nuovamente sul cemento, riprende a vincere. Trionfa, infatti, a Los Angeles e agli US Open battendo in finale la numero uno mondiale Martina Hingis dopo aver eliminato sulla sua strada Lindsay Davenport e Monica Seles. Diventa, quindi, la seconda tennista di origine afroamericana ad aggiudicarsi il titolo statunitense dopo quello vinto da Althea Gibson nel 1958. Si aggiudica anche la Grand Slam Cup dell'anno, battendo in finale la sorella e in semifinale la numero due Lindsay Davenport. Termina la stagione, però, in modo negativo: viene infatti sconfitta al torneo di Filderstadt al secondo turno. Serena termina così l'anno da numero quattro del mondo in singolare e da numero dieci in doppio. In doppio, infatti, a eccezione di Miami, Serena Williams riesce ad arrivare in ogni torneo in cui partecipa almeno fino alle semifinali. Con la sorella, vince a Hannover e si aggiudica anche gli Open di Francia e gli US Open. Partecipa, inoltre, anche alla finale di doppio misto a Melbourne, in coppia con Maks Mirny.

#### 2000: oro olimpico in doppio
Nel 2000, Serena Williams parte dalla quarta posizione mondiale e i suoi risultati sono meno brillanti del 1999, ma comunque di alto livello. Dimostra nuovamente di non riuscire a ottenere risultati rilevanti agli Australian Open, fermandosi al quarto turno a favore di Elena Lichovceva. Non si riconferma a Parigi, battuta da Nathalie Tauziat per 7-5, 6-2. Vince, però, il torneo di Hannover, sconfiggendo in finale Denisa Chládková per 6-1, 6-1. A Indian Wells, il cammino verso la finale della statunitense viene fermato ai quarti da Mary Pierce, testa di serie numero 5 del torneo. Non va meglio a Miami, dove perde agli ottavi contro Jennifer Capriati. Partecipa anche al torneo di Amelia Island, ma si ritira agli ottavi. A Wimbledon, Serena Williams si spinge fino alle semifinali, dove deve arrendersi alla sorella, che la batte 6-2, 7–6(3). Conferma la sua vittoria dell'anno precedente a Los Angeles, battendo ai quarti Conchita Martínez, numero sei del mondo, in semifinale Martina Hingis, numero uno, e Lindsay Davenport in finale, numero due del mondo. A Montréal, è costretta al ritiro nel terzo set della finale contro Martina Hingis. Agli US Open, è fermata da Lindsay Davenport appena ai quarti di finale. Conclude l'anno in singolare vincendo la finale a Tokyo.
In doppio, le sorelle vincono a Wimbledon e la medaglia d'oro alle Olimpiadi di Sydney. Partecipano anche agli US Open, ma si ritirano in semifinale.

#### 2001: Career Grand Slam in doppio
La stagione, per Serena Williams, parte a Sydney, dove viene sconfitta ai quarti dalla testa di serie numero uno Martina Hingis. Sempre per mano della svizzera, la statunitense si ferma ai quarti gli Australian Open. A Melbourne, insieme alla sorella, conquista il titolo di doppio, completando il Career Grand Slam della specialità. A Indian Wells, Serena Williams arriva in finale battendo ai quarti Lindsay Davenport e non affrontando la semifinale programmata contro la sorella, che si ritira prima dell'inizio dell'incontro. In finale affronta Kim Clijsters, che batte per 4-6, 6-4, 6-2. Durante l'incontro, però, Serena Williams è vittima di numerosi insulti razzisti nei suoi confronti. Per questo motivo, insieme alla sorella decidono di boicottare il torneo negli anni a seguire. Sia a Miami che al Roland Garros, così come a Wimbledon non riesce, invece, a superare i quarti di finale, perché sconfitta in tutte e tre le occasioni da Jennifer Capriati. A Los Angeles, invece, viene battuta da Monica Seles ai quarti di finale. A Toronto, però, Serena riesce a battere in semifinale Monica Seles e in finale Jennifer Capriati, vincendo così il torneo canadese. Agli US Open si presenta come numero dieci del mondo e riesce a passare ogni turno, battendo anche Justine Henin, Lindsay Davenport e Martina Hingis, ma è la sorella maggiore a trionfare a New York in finale, vincendo per 6-2, 6-4. Serena Williams termina la stagione di singolare a Monaco, conquistando il titolo senza neppure disputare la finale, grazie al ritiro della finalista Lindsay Davenport.

#### 2002: anno di successi e numero 1 al mondo

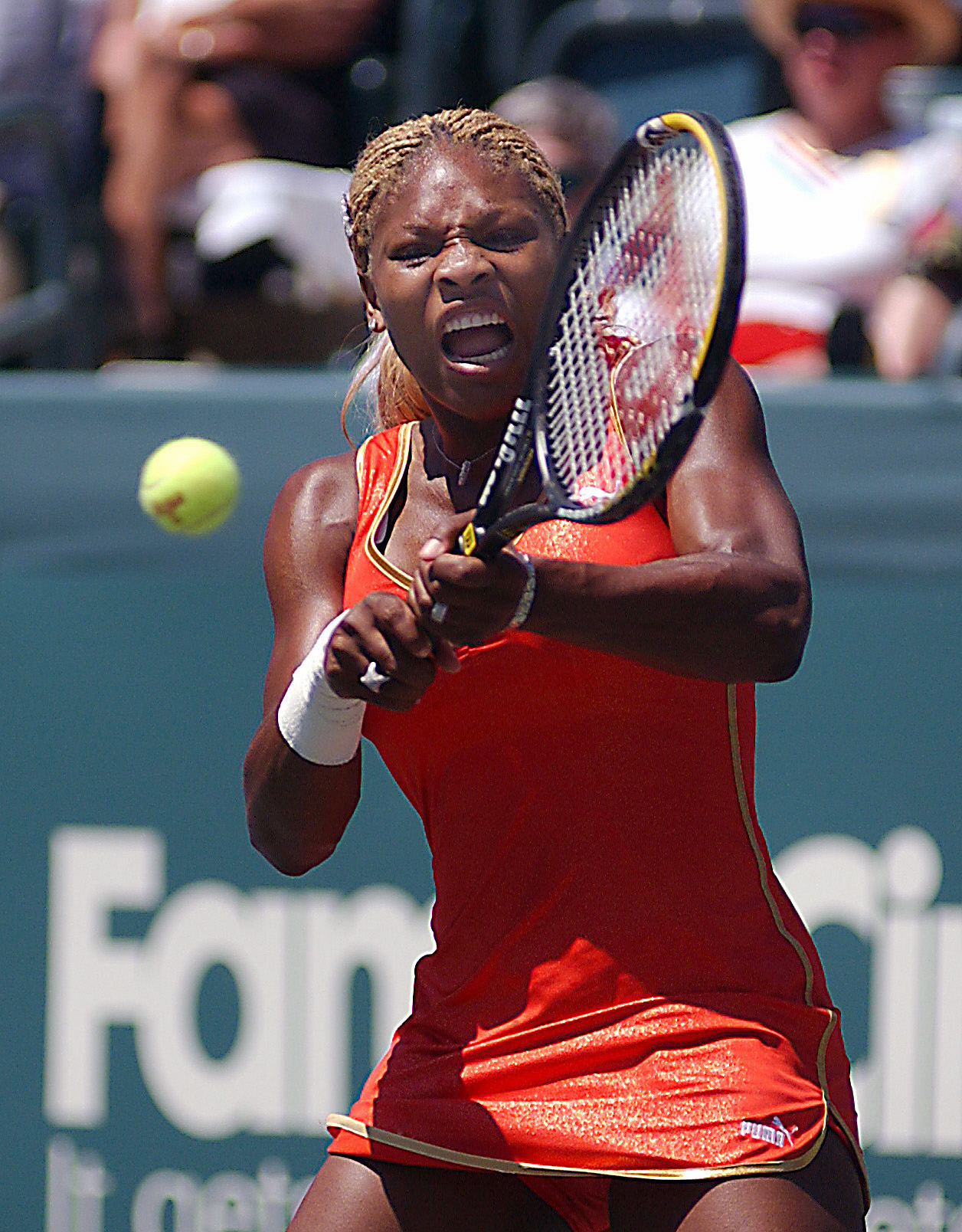
Serena Williams nel 2002 alla Family Circle Cup di Charleston

Per Serena Williams, il 2002 è un anno eccellente. Si aggiudica il torneo di Scottsdale, battendo ai quarti la numero tre del mondo Martina Hingis, in semifinale la numero due Venus Williams e in finale la numero uno Jennifer Capriati. A Berlino, deve arrendersi solamente in finale contro Justine Henin. Justine Henin e Serena Williams replicano la finale di Berlino anche a Roma una settimana dopo, ma questa volta è la statunitense a trionfare. In un'ottima estate, vince il Roland Garros, Wimbledon (sia in singolare che in doppio) e gli US Open, battendo in tutte e tre le occasioni la sorella in finale.
Grazie alle vittorie estive, a luglio diventa la nuova numero uno del mondo succedendo alla sorella. A settembre, inoltre, si aggiudica il torneo di Tokyo (ai danni di Kim Clijsters) e di Lipsia (dove vince anche in doppio). Viene sconfitta, però, al WTA Tour Championships da Kim Clijsters in finale.

#### 2003: Serena Slam e Career Grand Slam in singolare
Si conferma ai massimi livelli anche l'anno successivo con la conquista degli Open d'Australia (sia in singolare che in doppio), battendo in finale in singolare la sorella. Riesce così a completare il Career Grand Slam anche in singolare. Vince anche il torneo di Parigi e di Miami. A Charleston, perde in finale contro Justine Henin. Si ferma in semifinale sia a Roma che al Roland Garros, non riuscendo a difendere il titolo conquistato l'anno precedente. Difende, invece, il titolo conquistato a Wimbledon, battendo nuovamente la sorella maggiore in finale. Serena non partecipa, dopo Wimbledon, a nessun altro torneo nel 2003, a causa di numerosi infortuni. Viene scalzata, inoltre, dopo 57 settimane dalla vetta del ranking mondiale da Kim Clijsters.

### Periodo negativo (2004 - 2006)

#### 2004
Il 2004 fu un'annata abbastanza negativa per lei: non vinse nessun torneo importante e dovette accontentarsi di due trofei minori quali Miami e Pechino. Il suo miglior risultato negli Slam fu a Wimbledon, dove a sorpresa venne battuta in finale dalla diciassettenne Marija Šarapova, futura stella del tennis. Si occupò sempre più spesso di moda, facendo la modella (ha posato anche per il numero speciale della rivista Sports Illustrated) e creando una sua linea di abiti sportivi. Ha partecipato inoltre all'episodio Recita scolastica della sit-com Tutto in famiglia con Damon Wayans. Raggiunse anche la finale nel Masters di fine anno, ma in questa occasione viene battuta un'altra volta da Marija Šarapova.

#### 2005 (secondo Australian Open) - 2006
L'anno successivo vinse gli Open d'Australia battendo in finale Lindsay Davenport. Fu però solo un fuoco di paglia, tanto che nel corso della stagione non vinse nessun altro torneo e a fine anno uscì dalle prime 10 del ranking. Il 2006 fu nettamente l'anno peggiore della sua carriera, e gli infortuni le impedirono, di fatto, di giocare, tanto da uscire dalle prime 100 del ranking. In quest'anno infatti, Serena partecipò solo a 4 tornei di cui soli due slam, ovvero gli Australian Open e gli US Open, raggiungendo il suo miglior risultato con gli ottavi nel torneo di casa. In nessun torneo raggiunse la finale.

### Ritorno in auge (2007 - 2010)

#### 2007: terzo Australian Open
Il 2007 ha segnato la sua resurrezione: inizia l'anno perdendo nei quarti a Hobart e vincendo nuovamente l'Australian Open battendo in finale Marija Šarapova, tornando così ad essere stabilmente tra le prime 10 del ranking. Ha vinto anche il Wta di Miami, ha raggiunto i quarti di finale a Roma e Stoccarda ed ha raggiunto la finale a Mosca. Chiude l'anno ritirandosi nella prima partita del Round Robin al Master di fine anno. Deludenti sono gli altri risultati negli altri slam con tre quarti di finale.

#### 2008: ritorno al n.1, terzo US Open e secondo oro olimpico in doppio

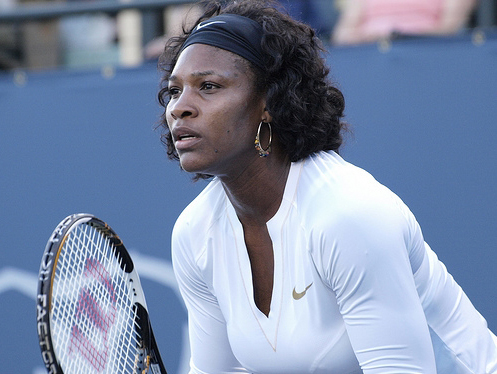
Nel 2008 alle US Open Series di Stanford

Inizia la stagione con i quarti in Australia e vincendo a Bangalore, Miami e Charleston, i quarti a Berlino e a Roma.
A giugno perde la finale di Wimbledon contro la sorella maggiore Venus e arriva in semifinale a Stanford. Ai Giochi della XXIX Olimpiade ha vinto la sua seconda medaglia d'oro olimpica, vincendo nuovamente il doppio in coppia con la sorella e rifacendosi della delusione avuta in singolare, dove è uscita ai quarti. Il 7 settembre dello stesso anno ha vinto il suo terzo US Open contro la tennista serba Jelena Janković, grazie a questo successo Williams è tornata in vetta al ranking mondiale, dopo cinque anni di assenza.

#### 2009: doppietta Australian Open-Wimbledon
Dopo essere scesa in seconda posizione, grazie alla vittoria su Dinara Safina agli Australian Open 2009 è tornata numero 1 del mondo, posizione che cede nuovamente proprio alla russa in seguito al ritiro dal torneo di Charleston. Nel 2009 a Wimbledon conquista sia il titolo in singolare, per la terza volta e sempre contro la sorella Venus, per 7–6(3), 6-2, riuscendo a ribaltare ogni pronostico, sia il doppio, in coppia con Venus, contro le australiane Samantha Stosur e Rennae Stubbs per 7–6(4), 6-4. Con la sorella si aggiudica nuovamente il torneo di doppio degli US Open, a distanza di dieci anni dalla prima affermazione, contro Cara Black e Liezel Huber per 6-2, 6-2: grazie a questo risultato stabilisce il suo miglior ranking di doppio salendo al 3º posto della classifica mondiale. Il 12 ottobre 2009 torna in vetta al ranking mondiale e conclude l'anno vincendo il Masters di Doha in singolo contro la sorella Venus, affermandosi con un eloquente 7-6, 6-2, mentre nel torneo di doppio si fermano in semifinale contro Nuria Llagostera Vives e María José Martínez Sánchez.

### Infortunio (2010 - 2011)

#### 2010 nuovamente Australian Open-Wimbledon

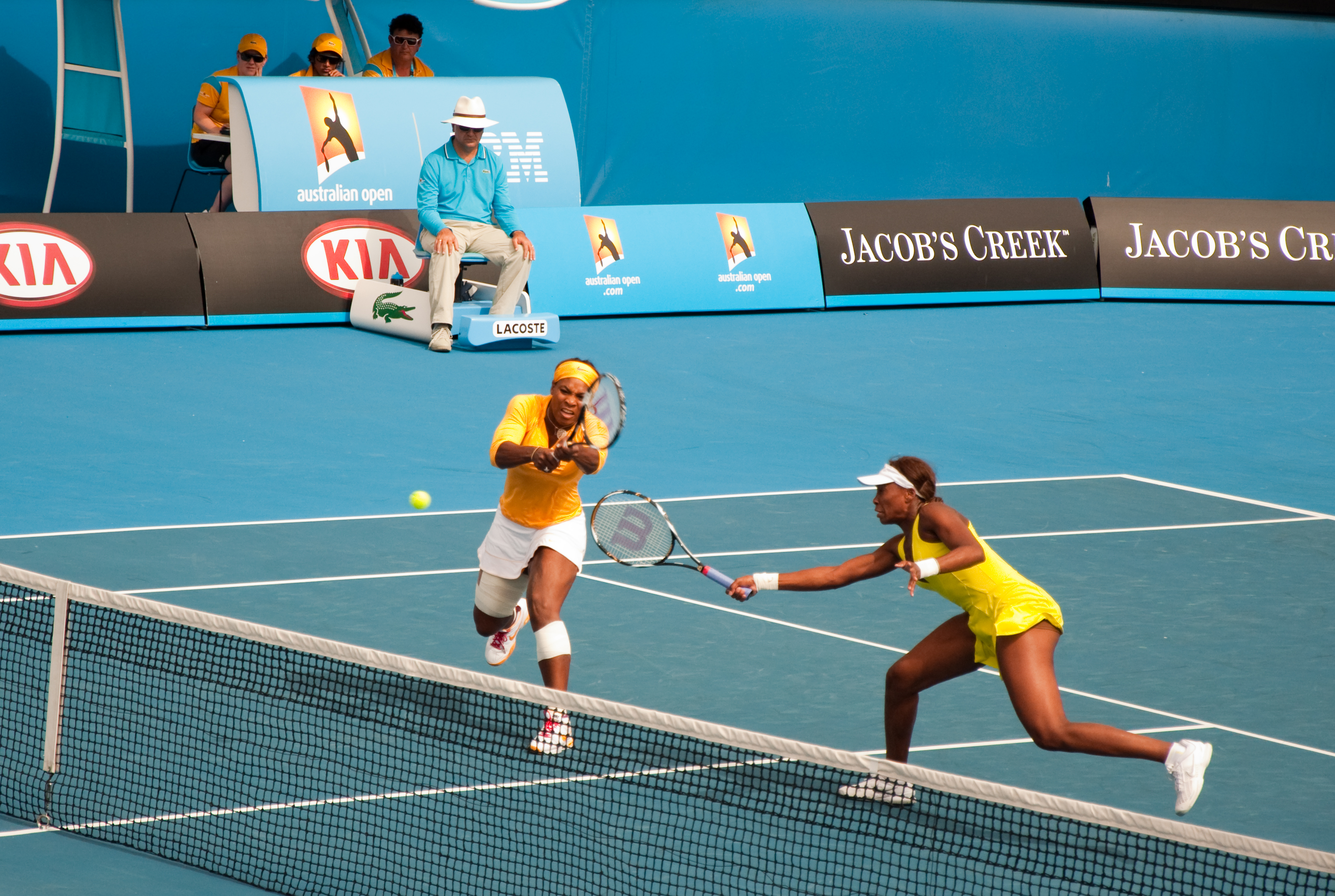
Serena con la sorella Venus agli Australian Open 2010

Il 2010 comincia molto bene per Serena, che riesce a conquistare la finale nel torneo di Sidney (poi nettamente battuta dalla russa Elena Dement'eva per 6-3, 6-2). Agli Australian Open riesce a conquistare il suo 12º titolo di uno Slam in singolo, battendo in finale la ritornata belga Justine Henin per 6-4, 3-6, 6-2 e poco dopo conquista anche il torneo di doppio insieme alla sorella Venus. La sua stagione sulla terra rossa è caratterizzata dalla sconfitta in semifinale al torneo di Roma e dall'eliminazione ai quarti al Roland Garros per mano dell'australiana Stosur. In doppio, riesce a vincere sia il torneo di Madrid, sia lo Slam parigino con estrema facilità. A Wimbledon, riesce a confermare il risultato vincente dell'anno prima, battendo tra le altre Marija Šarapova e Vera Zvonarëva, mentre in doppio viene eliminata ai quarti dalla stessa Zvonarëva e da Elena Vesnina. Nonostante questo risultato negativo in doppio nel torneo inglese, il 7 giugno conquista la vetta del ranking anche in questa categoria. Tra la fine del 2010 e l'inizio del 2011, a causa di un serio infortunio al piede e di un'embolia polmonare piuttosto grave, non prende parte agli US Open, né agli Australian Open e al Roland Garros. Ritorna a giocare solo a giugno, partecipando all'AEGON International di Eastbourne, dove non supera il secondo turno fermata dalla russa Vera Zvonarëva con il punteggio di 6-3, 6-7, 5-7. Poco tempo dopo prende parte alla 125ª edizione di Wimbledon, torneo nel quale riesce a ritrovare sprazzi del suo miglior tennis (battendo in ordine Aravane Rezaï, la rumena Simona Halep e Marija Kirilenko): nonostante ciò viene sconfitta per 3-6, 6-7 al quarto turno da Marion Bartoli. Inesorabilmente esce dalle prime 100.

#### 2011
A fine luglio torna al successo in un torneo WTA, conquistando la 40ª edizione del Bank of the West Classic di Stanford, nel quale dà prova del suo forte carattere giocando un grande tennis: dopo essersi sbarazzata dell'australiana Anastasija Rodionova, riesce a battere le russe Marija Kirilenko e Marija Šarapova per poi sconfiggere abbastanza agevolmente in semifinale la giovane Sabine Lisicki per 6-1, 6-2 e in finale la francese Marion Bartoli con il punteggio di 7-5, 6-1. Grazie a questo risultato fa un balzo in avanti sino alla posizione n. 79.
A Toronto torna a vincere dopo 3 anni un torneo importante: in Canada dimostra di essere ritornata a grandi livelli, battendo in finale l'australiana Samantha Stosur in due set. Agli US Open 2011 le viene assegnata solo la testa di serie numero 28 a causa della bassa posizione in classifica, ma raggiunge facilmente la finale senza perdere neppure un set. Nel match decisivo però viene sconfitta per 6-2, 6-3 da Samantha Stosur e durante la partita è protagonista di un comportamento offensivo nei confronti della giudice di sedia, Eva Asderaki, la quale le aveva tolto un punto a causa di un suo 'come on' urlato prima che la pallina toccasse terra, che le causerà una multa di 2.000 dollari.

### Ritorno ai successi (2012-2017)

#### 2012: quinto Wimbledon, quarto US Open e oro olimpico in doppio e in singolare

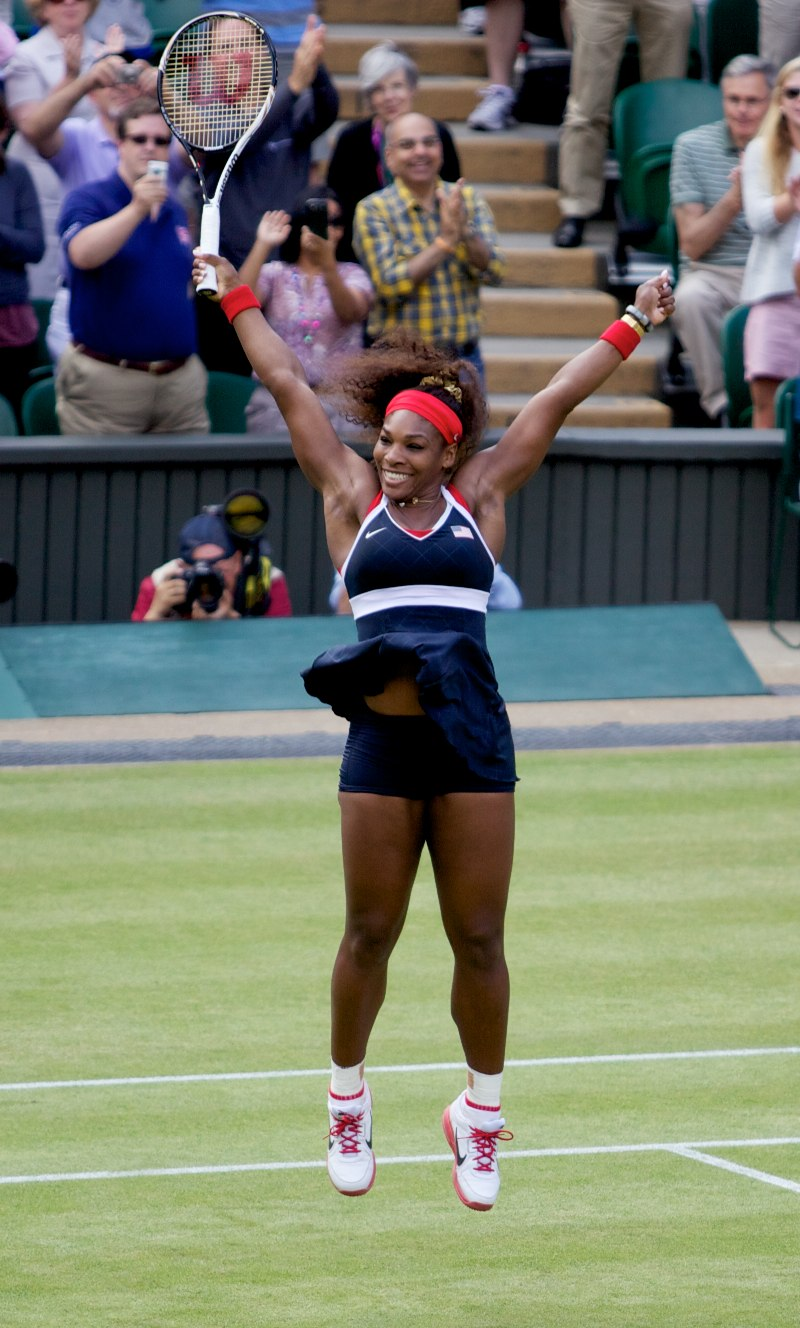
Serena Williams gioisce per la medaglia d'oro in singolare a Londra 2012

Il 2012 inizia con un infortunio alla caviglia rimediato durante il torneo di Brisbane. Questo infortunio pregiudicherà la prestazione degli Australian Open, dove viene sconfitta agli ottavi di finale da Ekaterina Makarova. Dopo una pausa per riprendersi dall'infortunio, Serena vince il torneo di Charleston sulla terra verde americana e il torneo di Madrid sulla terra blu. Arriva al Roland Garros imbattuta sulla terra ma proprio qui verrà sconfitta al primo turno da Virginie Razzano, venendo sconfitta per la prima volta in carriera al primo incontro in uno Slam. Questo pessimo risultato la spinge a cambiare allenatore e a prendere con sé Patrick Mouratoglou. La scelta si rivela fin da subito positiva per il feeling che si crea tra i due e che riporta Serena a grandissimi livelli. A Wimbledon, infatti, Serena, seppur con qualche difficoltà supera il terzo e il quarto turno entrambi in tre set, per poi vincere il torneo in finale contro la polacca Agnieszka Radwańska per 6-1, 5-7, 6-2. Durante il torneo registra il record per numero di aces di un torneo femminile (102) e, in particolare, durante la semifinale contro Viktoryja Azaranka, Serena registra anche il record di aces durante un match femminile (24). La settimana successiva conquisterà il Bank of the West Classic di Stanford. Sempre a Londra, negli stessi campi di Wimbledon, il 4 agosto 2012 si laurea campionessa olimpica vincendo la finale contro la russa Marija Šarapova con un netto 6-0, 6-1, dominando il torneo e perdendo appena 17 games in 6 incontri. Il giorno seguente, in coppia con la sorella Venus Williams vince anche il torneo di doppio e quindi un nuovo oro sconfiggendo la coppia ceca Hlaváčková-Hradecká per 6-4, 6-4.
Conclude l'estate trionfando per la quarta volta agli US Open, battendo in finale la numero uno del mondo Viktoryja Azaranka con il risultato di 6-2, 2-6, 7-5, al termine di una delle finali più sorprendenti e di migliore qualità del tennis femminile e dopo aver rimontato un parziale di 3-5 nel set decisivo, con la bielorussa a due punti dal match.
Termina il 2012 aggiudicandosi il Wta Tour Championship di Istanbul senza perdere neanche un set, e si qualifica per prima nel girone eliminatorio, sconfiggendo in semifinale la polacca Agnieszka Radwańska prima di superare nel match decisivo Marija Šarapova con il punteggio di 6-4, 6-3. Conclude l'anno al terzo posto mondiale ma con il maggior numero di titoli vinti in stagione, ovvero sette.

#### 2013: grande stagione
Il 2013 di Serena Williams inizia con una vittoria, a gennaio infatti vince il torneo di Brisbane senza perdere nemmeno un set, sconfiggendo in finale la russa Anastasija Pavljučenkova. Approda quindi agli Australian Open 2013 con la volontà di riscattare il mediocre risultato dell'anno precedente, ma anche questa volta un infortunio alla caviglia condiziona i suoi risultati. Riesce a raggiungere i quarti di finale ma deve arrendersi alla giovane connazionale Sloane Stephens. Dopo un po' di riposo per riprendersi dagli infortuni, Serena torna in Qatar e con la vittoria nei quarti di finale contro Petra Kvitová si assicura il ritorno in cima alla classifica mondiale. Arriva in finale dove ha la peggio contro la bielorussa Viktoryja Azaranka. Serena con i suoi 31 anni diventa così la più anziana numero 1 della storia. Si presenta la settimana successiva a Dubai ma si ritirerà prima di scendere in campo durante il suo match di second turno contro Marion Bartoli. È tornata per concludere la stagione sul cemento americano al Miami, torneo che in carriera aveva già vinto 5 volte. Supera a fatica gli ottavi di finale contro Dominika Cibulková recuperando un parziale che la vedeva sotto 2-6, 1-4 e vincendo poi con il punteggio di 2-6, 6-4 6-2. Anche nei quarti di finale contro la cinese Li Na non gioca il suo miglior tennis rimontando nel secondo set uno svantaggio di 2-5 e vincendo con il punteggio di 6-3 7-6, dopo aver annullato un set point nel secondo set. In semifinale invece annichilisce la polacca Agnieszka Radwańska, detentrice del titolo, con il punteggio di 6-0, 6-3 e nell'incontro per il titolo sconfigge la russa Marija Šarapova recuperando uno svantaggio di 4-6 2-3 e infilando 10 giochi consecutivi prima di concludere con il punteggio di 4-6, 6-3, 6-0. Vince così il torneo di Miami per la sesta volta in carriera, superando il record di Steffi Graf. La settimana successiva Serena riesce a difendere il titolo di Charleston sconfiggendo in finale la serba Jelena Janković con il punteggio di 3-6, 6-0, 6-2 dopo avere sconfitto in semifinale la sorella Venus con il punteggio di 6-1 6-2.

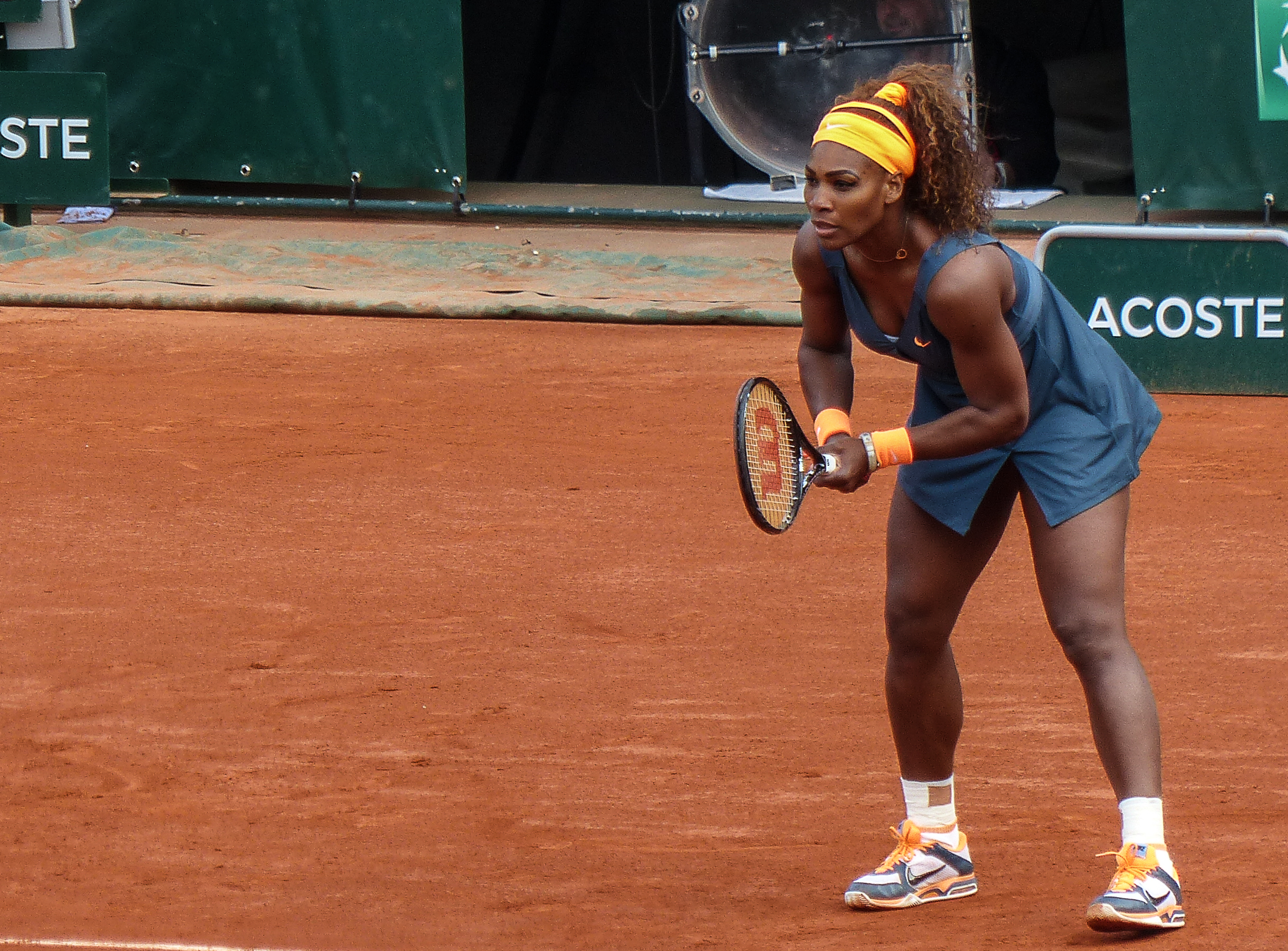
Serena Williams nel vittorioso Roland Garros 2013

La striscia di vittorie consecutive continuerà anche con la vittoria del Mutua Madrid Open 2013, torneo già vinto da Serena l'anno precedente anche se l'edizione 2013 si gioca sulla terra rossa, abbandonando così l'esperimento della terra blu 2012. Pur non esprimendo il suo miglior tennis nei primi turni, Serena sconfiggerà in finale Marija Šarapova con il netto punteggio di 6-1, 6-4, confermando la prima posizione mondiale e vincendo per la dodicesima volta consecutiva contro la tennista russa. Con questa vittoria, Serena torna a vincere un torneo sulla terra rossa dopo 11 anni e taglia il traguardo dei 50 titoli, impresa che nella storia è riuscita solo ad altre 9 giocatrici. La stagione sulla terra continua in modo straordinario per Serena che, appena 7 giorni dopo la vittoria di Madrid, conquista per la seconda volta anche il torneo degli internazionali BNL d'Italia sconfiggendo in finale la bielorussa Viktoryja Azaranka con il netto punteggio di 6-1 6-3. Serena perde solamente 14 games in tutto il torneo e segna la striscia di vittorie consecutive più lunga della sua carriera. Si presenta così all'Open di Francia 2013 imbattuta sulla terra, avendo vinto tutti e tre i tornei ai quali ha partecipato, spodestando il trono della Šarapova, battendola in finale con il punteggio di 6-4 6-4, e conquistando così, dopo undici anni, il secondo titolo parigino della sua carriera.
In giugno prende parte al torneo di Wimbledon eliminando la lussemburghese Mandy Minella per 6-1, 6-3, la francese Caroline Garcia per 6-3, 6-2 e la giapponese quarantaduenne Kimiko Date-Krumm per 6-2, 6-0, conquistando in questo modo la trentaquattresima vittoria consecutiva, a una sola partita dal record degli anni 2000 detenuto da sua sorella Venus. Non riesce però ad eguagliare questo primato, venendo infatti eliminata a sorpresa agli ottavi di finale da Sabine Lisicki in tre set con il punteggio di 6-2 1-6 6-4. Il 21 luglio 2013 vince il primo torneo International della carriera (53º totale) a Bastad, dopo aver battuto in finale Johanna Larsson 6-4, 6-1.

Serena si prepara a difendere l'ultimo slam dell'anno disputando i tornei di Toronto e Cincinnati. Alla Rogers Cup 2013 di Toronto Williams sconfigge senza perdere un set Francesca Schiavone, Kirsten Flipkens, Magdaléna Rybáriková, Agnieszka Radwańska, e in finale la rumena Sorana Cîrstea con il severo punteggio di 6-2 6-0. La settimana successiva Serena si presenta al Western & Southern Open di Cincinnati. Qualche difficoltà durante il torneo si vede già al primo turno nel quale perde un set contro Eugenie Bouchard. Nelle partite successive Serena sconfigge senza perdere un set Mona Barthel, Simona Halep, Li Na ma perderà poi in finale contro la numero 2 del mondo Viktoryja Azaranka in un match molto equilibrato nel quale Williams è stata a due punti dal titolo (6-2, 2-6, 6-7).

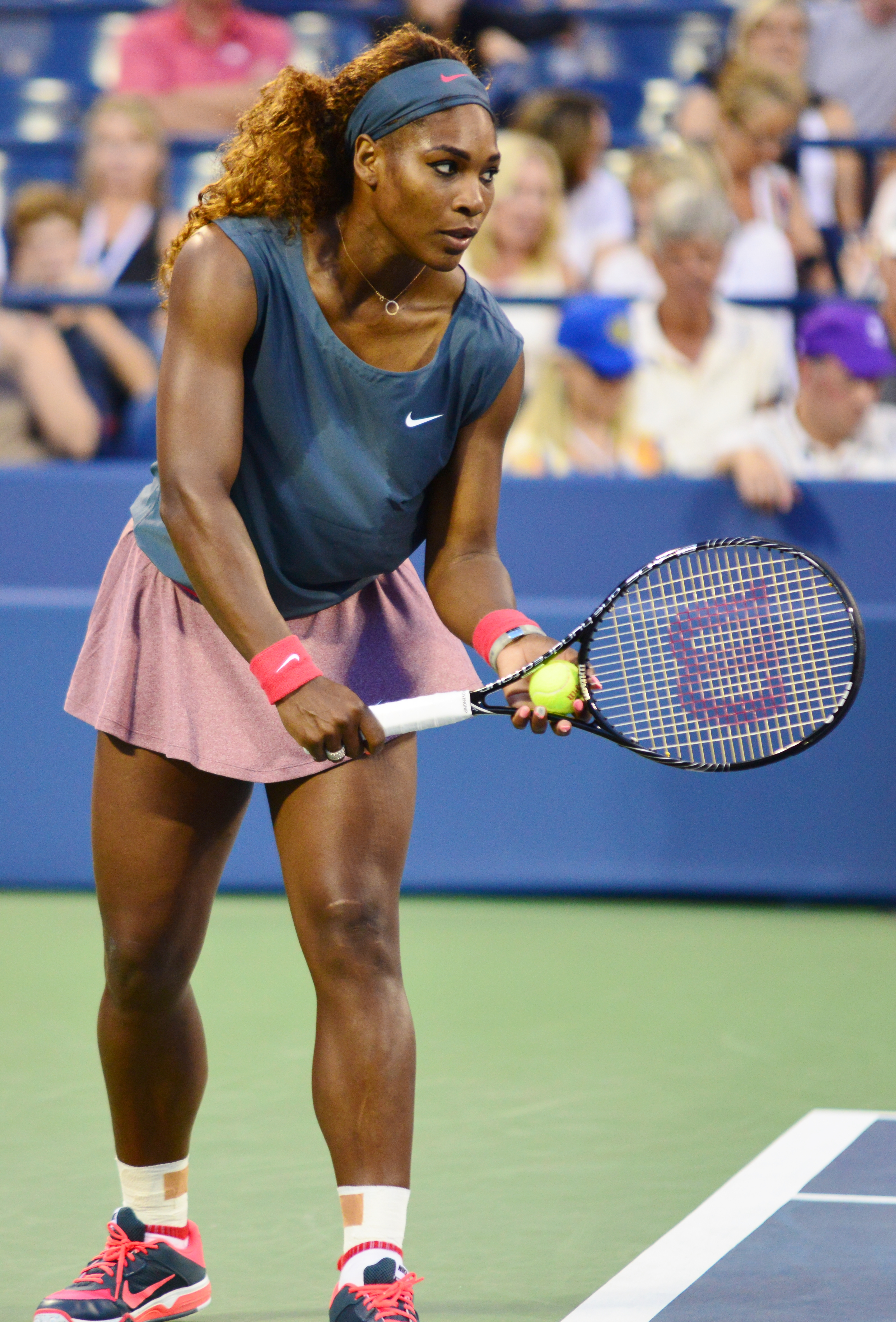
Serena Williams agli US Open 2013

Dopo una settimana di riposo nella quale Serena si riprende da un piccolo infortunio agli addominali rimediato durante il torneo di Cincinnati, la tennista si presenta a New York pronta per difendere il titolo agli Us Open. Il percorso di Serena è una cavalcata fino alla finale: perde infatti solo 16 games in 6 partite sconfiggengo Francesca Schiavone (6-0, 6-1), Galina Voskoboeva (6-3, 6-0), Jaroslava Švedova (6-3, 6-1), Sloane Stephens (6-4, 6-1), Carla Suárez Navarro (6-0, 6-0), Li Na (6-0, 6-3). In finale ritroverà per il secondo anno consecutivo Viktoryja Azaranka. Il match è fortemente condizionato dal vento che non consente alle giocatrici di giocare al meglio e creando molti problemi durante il lancio palla al servizio. Serena, dopo aver vinto il primo set 7-5, e dopo essere stata avanti 4 a 1 nel secondo set, servendo anche due volte per il match, perderà il secondo set al tie-break (8 punti a 6). Il terzo set però non ha storia: Serena lo vince 6-1 e conclude il match con il punteggio di 7-5, 6-7, 6-1, vincendo lo slam americano per la quinta volta e portandosi a 17 titoli slam complessivi a solo una lunghezza da Martina Navrátilová e Chris Evert. Avendo vinto anche lo Us Open Series, Serena intasca 1 milione di dollari di bonus arrivando così alla cifra record di 3,6 milioni di dollari totali. Dato il gran numero di match giocati, Serena si ritira dal torneo di Tokyo e si presenta direttamente al China Open di Pechino. Qui avrà delle difficoltà nei primi tre turni, forse anche complice un risentimento muscolare alla schiena. A partire dai quarti di finale Serena ritrova pian piano il suo miglior tennis e sconfigge in finale la serba Jelena Janković con il netto punteggio di 6-2, 6-2. Data la strepitosa stagione, Serena si presenta ai WTA Tour Championships da testa di serie numero 1 nonché da campionessa in carica. Si qualifica alle semifinali non perdendo nemmeno un set nel girone sconfiggendo Angelique Kerber (6-3,6-1), Agnieszka Radwańska (6-2,6-4) e Petra Kvitová (6-2,6-3). In semifinale, nonostante qualche problema muscolare, riesce a sconfiggere Jelena Janković con il punteggio di 6-4, 2-6, 6-4 per poi sconfiggere in finale la cinese Li Na in rimonta (2-6, 6-3, 6-0) e vincendo gli ultimi 9 games consecutivi del match. Serena chiude il 2013 con 11 titoli e più di 12 milioni di dollari di montepremi, segnando un record di guadagni sia in campo maschile che femminile, 78 partite vinte e 4 perse (95.12%), e facendo così di questa stagione la migliore della sua vita fino a questo momento, dopo quella record del 2002.

#### 2014: sesto US Open
Il nuovo anno dell'Americana comincia con un sorriso grazie alla vittoria del torneo di Brisbane dove sconfigge Viktoryja Azaranka in 2 set. Agli Australian Open passa il primo turno eliminando la wild card di casa Barty. Sconfigge al secondo turno la Dolonc e al terzo estromette dal torneo la testa di serie numero 31 Daniela Hantuchová. A sorpresa Williams viene eliminata agli ottavi dalla numero 14 del mondo Ana Ivanović, con lo score di 6-4 3-6 3-6, in un match condizionato dai dolori alla schiena che avevano portato Serena a meditare il ritiro prima del match di terzo turno contro la Hantuchova. Dà forfait a Doha ma partecipa al torneo di Dubai dove elimina Ekaterina Makarova e Jelena Janković, prima di essere sconfitta in semifinale a sorpresa da Alizé Cornet con un doppio 6-4.
Rispetta la decisione, presa con la sorella, di non partecipare al torneo di Indian Wells. A Miami, però, si fa valere e conquista il suo settimo titolo in Florida battendo in finale la cinese e testa di serie numero 2 Li Na con il punteggio di 7-5 (dopo aver recuperato dal 5-2) 6-1. A Charleston viene eliminata al secondo turno da Jana Čepelová.

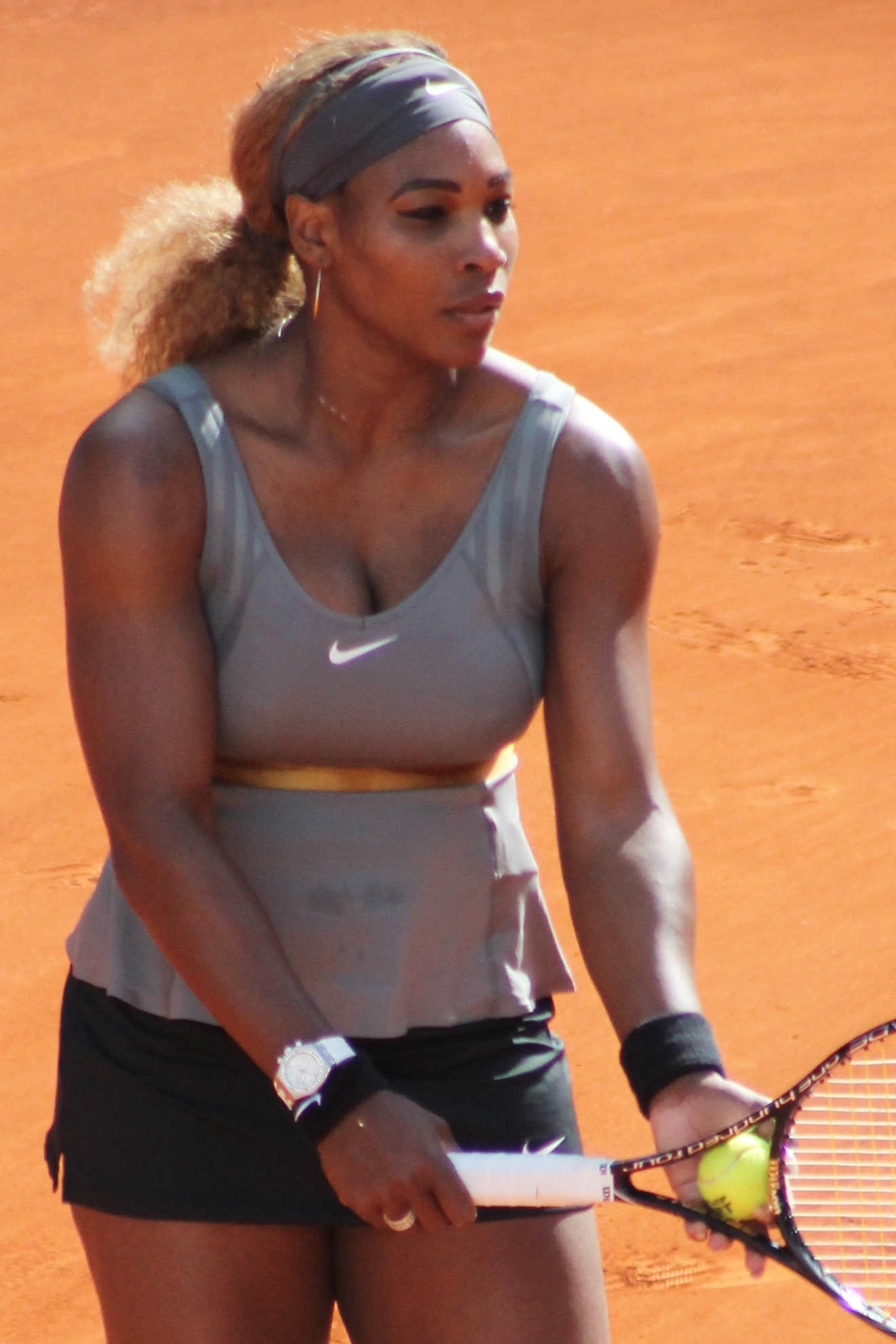
Serena al torneo di Madrid nel 2014

A Madrid è costretta a ritirarsi ai quarti di finale, permettendo alla Kvitová di accedere in semifinale senza nemmeno scendere in campo. Vince il suo 60º titolo in carriera agli Internazionali d'Italia (per la terza volta in carriera) battendo in finale Sara Errani per 6-3, 6-0. Arriva a Parigi con un solo titolo sulla terra rossa vinto. Si trova subito in difficoltà contro Alizé Lim, vince 6-1, 6-2; ma non giocando da Serena Williams, infatti il risultato è meno netto di quanto dica il punteggio. Al secondo turno viene battuta nettamente (6-2, 6-2) dalla giovanissima Garbiñe Muguruza, giocatrice spagnola di vent'anni.
Si presenta al Torneo di Wimbledon 2014 come favorita numero 1 alla vittoria finale, ma anche qui tradisce le attese, venendo sconfitta dalla francese Alizé Cornet, che aveva già battuto Williams quell'anno a Dubai. Anche nel doppio non le va meglio, essendo costretta a ritirarsi nel match di secondo turno, per via di uno strano malore che la minore delle sorelle Williams ha avvertito in campo (la statunitense non riusciva nemmeno a vedere la pallina, commettendo 4 doppi falli consecutivi nel suo turno di battuta). Il 3 agosto vince il torneo di Bank of The West Classic, battendo in finale la tedesca Angelique Kerber, con il punteggio di 7–6(1), 6-3. Accede in semifinale alla Rogers Cup di Montréal, battendo Caroline Wozniacki, con il punteggio finale di 4-6, 7-5, 7-5, in una partita durata quasi 3 ore.
Nel match di semifinale è sconfitta dalla sorella Venus in tre set. Al Western & Southern Open, la statunitense accede in finale battendo di nuovo la Wozniacki, anche questa volta in tre set (2-6, 6-2, 6-4). In finale si impone facilmente sulla Ivanovic, conquistando così il suo primo titolo a Cincinnati, e vincendo per la terza volta in quattro anni le US Open Series.
Si presenta agli US Open come testa di serie numero uno. Dopo aver battuto le tre statunitensi Taylor Townsend, Vania King e Varvara Lepchenko, agli ottavi incontra la estone Kaia Kanepi. In questo match si impone per 6-3 6-3. Ai quarti incontra l'italiana Flavia Pennetta, testa di serie numero undici del tabellone. Anche in questo caso vince agevolmente per 6-3 6-2 e passa in semifinale, dove si impone agevolmente contro Ekaterina Makarova, testa di serie numero 17. In finale affronta la ex numero uno Caroline Wozniacki (nel torneo testa di serie numero dieci). Anche in questo caso Serena Williams non ha problemi a vincere il match (6-3 6-3), aggiudicandosi così il diciottesimo Slam in carriera, il terzo di fila a New York. Grazie alla vittoria di questo titolo, eguaglia il record di Chris Evert e Martina Navrátilová per numero di titoli Slam vinti.
Il 5 settembre, Serena Williams si qualifica matematicamente per il WTA Finals 2014 in singolare e riesce a vincere il terzo titolo consecutivo sconfiggendo in finale Simona Halep per 6-3, 6-0. Vincendo il titolo a Singapore Williams conferma la leadership mondiale chiudendo per il secondo anno consecutivo al numero uno, con 7 titoli vinti (Brisbane, Miami, Roma, Stanford, Cincinnati, US Open e i WTA Championships), e con un guadagno complessivo di 9 317 298 $.

#### 2015: il secondo "Serena Slam"
Serena inizia l'anno prendendo parte alla Hopman Cup, in coppia con il connazionale John Isner.
Partecipa agli Australian Open, dove è accreditata della testa di serie numero uno; approda in finale battendo in sequenza Alison Van Uytvanck (6-0, 6-4), Vera Zvonarëva (7-5, 6-0), Elina Svitolina (4-6, 6-2, 6-0), Garbiñe Muguruza (2-6, 6-3, 6-2), Dominika Cibulková (6-2, 6-2) e la sorpresa del torneo, Madison Keys, sconfitta 7–6(5), 6-2. In finale incontra la numero 2 al mondo Marija Šarapova, sconfiggendola con il punteggio di 6-3, 7–6(5) e aggiudicandosi per la sesta volta il trofeo. Grazie a questa vittoria giunge a quota 19 slam, superando Martina Navrátilová e Chris Evert.

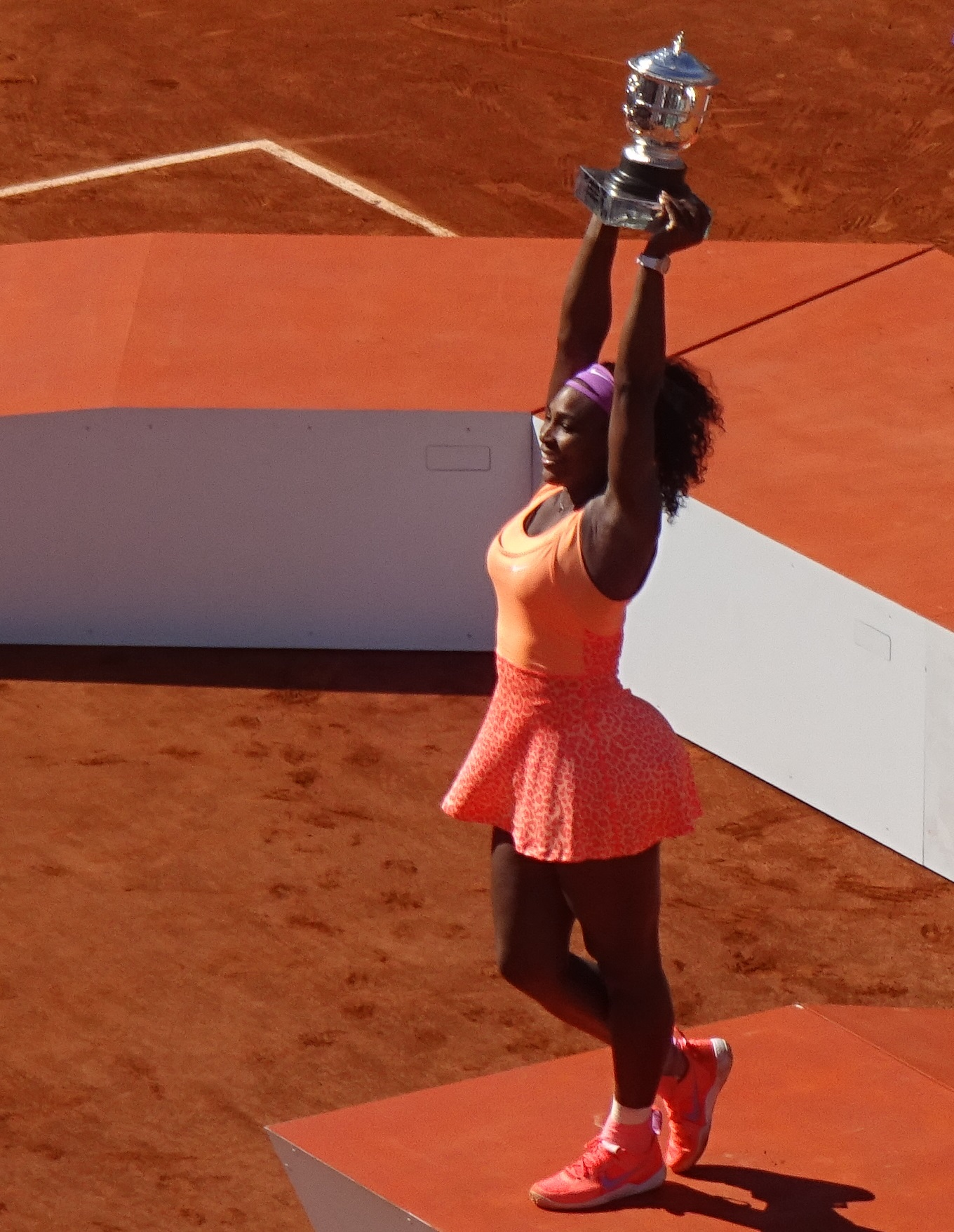
Serena Williams all'Open di Francia nel 2015, mentre celebra il suo 20º Slam in carriera

Ottiene una Wild Card per il torneo di Indian Wells, dove decide finalmente di partecipare, dopo 14 anni di boicottaggio a causa dei cori razzisti che il pubblico le aveva dedicato nel 2001 durante la finale contro sua sorella Venus. Arriva in semifinale, dove però non si presenta neppure a causa di un infortunio al ginocchio che ha permesso alla Halep di accedere alla finale senza neanche giocare. Poi partecipa al torneo di Miami dove arriva in finale battendo in ordine Monica Niculescu (6-3 6-1), Catherine Bellis (6-1 6-1), Svetlana Kuznecova (6-2 6-3), Sabine Lisicki (7-6 1-6 6-3) dove a fine incontro Serena ha ricevuto una torta per la sua vittoria numero 700, Simona Halep (6-2 4-6 7-5) per poi sconfiggere agevolmente la Suárez Navarro con un 6-2 6-0 conquistando così il suo ottavo titolo nel torneo di Miami e il 66º torneo in carriera. A inizio maggio prende parte al torneo di Madrid, dove però verrà sconfitta in semifinale dalla numero 4 del mondo Petra Kvitová. Successivamente prende parte al torneo di Roma, dove si ritirerà prima della sua partita con Christina Mchale per un problema al gomito.
Partecipa al Roland Garros e supera nell'ordine: Andrea Hlaváčková (6-2 6-3), Anna-Lena Friedsam (5-7 6-3 6-3), Viktoryja Azaranka (3-6 6-4 6-2), Sloane Stephens (1-6 7-5 6-3), Sara Errani (6-1 6-3). In semifinale affronta la sorpresa del torneo Timea Bacsinszky e vince 4-6 6-3 6-0. Il 6 giugno vince il suo 3º Open di Francia e 20º titolo dello Slam battendo in finale Lucie Šafářová con il punteggio di 6-3 6-7 6-2. Con questo risultato si porta a soli 2 slam da Steffi Graf.
Partecipa al torneo di Wimbledon e supera dell'ordine: Margarita Gasparjan (6-4 6-1); Tímea Babos (6-4 6-1); Heather Watson (6-2 4-6 7-5) dopo essere stata a 2 punti dalla sconfitta. Grazie a questo risultato, l'americana si qualifica al Masters. Agli ottavi affronta sua sorella Venus e vince con il punteggio di 6-4 6-3, sconfiggendola per la 15ª volta in carriera. Ai quarti supera la ex numero 1 del mondo Viktoryja Azaranka con il punteggio di 3-6 6-2 6-3. In semifinale affronta Marija Šarapova e vince con il punteggio di 6-2 6-4. L'11 luglio affronta in finale la giovane spagnola Garbiñe Muguruza e vince il suo 6º titolo a Wimbledon e 21º slam in carriera con il punteggio di 6-4 6-4. Con questo risultato si porta a 1 solo slam da Steffi Graff. Per la seconda volta in carriera compie il "Serena Slam", dopo aver compiuto la medesima impresa nel 2002.
Successivamente partecipa a Båstad dove batte al primo turno Ysaline Bonaventure con il punteggio di 6-2, 6-1. Non scende in campo al secondo turno per via di un problema al gomito che le impedirà di prender parte anche al torneo di Stanford. Torna alla Rogers Cup confermando il risultato dello scorso anno, ovvero la semifinale. Qui subisce la seconda sconfitta stagionale da Belinda Bencic (6-3, 5-7, 6-4). Conquista il 69º titolo in carriera al Western & Southern Open di Cincinnati superando nell'ordine: Pironkova 7-5, 6-2, Knapp 6-0, 6-2, Ivanović 3-6, 6-4, 6-2, Svitolina 6-4, 6-3 e Halep in finale per 6-3, 7–6(5).
Partecipa agli US Open come la favorita, ma viene battuta in semifinale dall'italiana Roberta Vinci per 6-2, 4-6, 4-6. Con questa sconfitta, sfuma il sogno della tennista americana di poter completare il Grande Slam. Decide di non continuare il suo anno, quindi dà forfait al Premier 5 di Wuhan (dove ha trionfato sua sorella), al Premier Mandatory di Pechino e alle WTA Finals a Singapore.

#### 2016: settimo Wimbledon e perdita del primo posto nel ranking

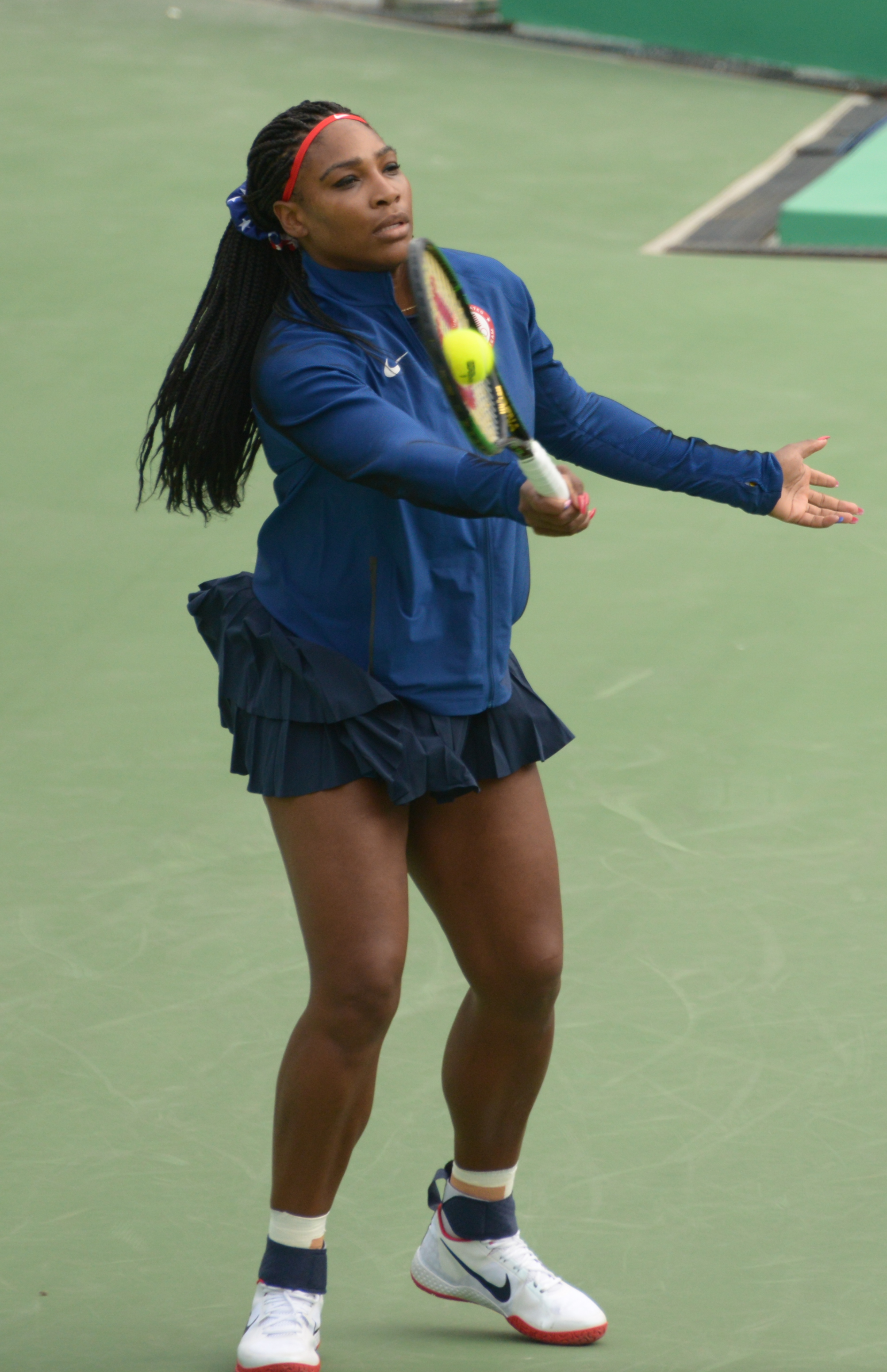
Serena Williams ai Giochi della XXXI Olimpiade

Inizia l'anno con la partecipazione al primo Slam stagionale, gli Australian Open, arrivando in finale senza perdere neppure un set, dove però viene battuta inaspettatamente dalla tedesca Angelique Kerber in tre set con il punteggio di 4-6, 6-3, 4-6; sfuma così ancora la possibilità di eguagliare il record di 22 Slam detenuto dalla ex tennista nº 1 Steffi Graf. Ritorna in finale dopo 15 anni al torneo di Indian Wells, ma perde per la quarta volta in carriera dalla ex numero 1 Viktoryja Azarenka per 4-6, 4-6; non accadeva dal 2004 che la tennista americana perdesse 2 finali consecutive in una singola stagione. Al torneo di casa, Miami, perde inaspettatamente al quarto turno dalla russa Svetlana Kuznecova per 7-6, 1-6, 2-6, interrompendo così la striscia di 20 vittorie consecutive in questo torneo. Dopo un inizio di stagione non particolarmente soddisfacente, torna alla vittoria di un torneo importante battendo in finale a Roma la connazionale Madison Keys per 7-6, 6-3 e vincendo così il quarto titolo sulla terra romana e il titolo numero 70 in carriera. 
Non riesce a confermare il titolo di campionessa al Roland Garros, data la sconfitta per 5-7 4-6 contro Garbiñe Muguruza in finale.
Riesce finalmente a conquistare un torneo del grande Slam vincendo il torneo di Wimbledon dove giunge alla sua nona finale ai Championships perdendo un solo set al secondo turno contro Cristina McHale, poi battuta senza particolari patemi 6-7, 6-2, 6-4. In semifinale sconfigge Elena Vesnina in appena 50 minuti di gioco, prima di superare Angelique Kerber 7-5, 6-3 andando a vincere così il suo 22º Slam, ed eguagliando il record dell'Era Open di Steffi Graf. In seguito a un problema alla spalla destra, Serena decide di fare forfait al torneo di Montréal. Partecipa ai Giochi Olimpici di Rio da grande favorita, sia in singolare che nel doppio con sua sorella Venus, ma perde clamorosamente in entrambe le competizioni: in doppio al primo turno da parte della nazionale ceca (prima sconfitta subita), e in singolare al terzo turno da parte dell'ucraina Svitolina per 4-6, 3-6. Per la prima volta non vince nessuna medaglia olimpica.
A causa del fastidio alla spalla che ne aveva condizionato gli ultimi mesi di gioco, sceglie di non partecipare al torneo di Cincinnati, al quale aveva ottenuto l'accesso tramite una wild card. Torna in campo agli US Open, dove l'anno precedente aveva visto sfumare l'idea di conquistare il grande slam in semifinale. Anche in questa edizione, dopo aver superato i primi turni senza particolari problemi, si arrende a sorpresa al penultimo atto, cedendo alla Plíšková, già mattatrice della sorella Venus al quarto round, 2-6, 6(5)–7. Dopo 186 settimane consecutive (dal 18 febbraio 2013), dunque, Serena perde la testa della classifica in favore di Angelique Kerber, scivolando in seconda posizione. Dopo questa sconfitta l'americana decide di non giocare l'ultima parte dell'anno, saltando anche le WTA Finals di Singapore, per recuperare al meglio l'infortunio alla spalla che l'ha condizionata durante tutto l'anno.

#### 2017: 23º Slam, ritorno al numero 1 e la gravidanza
Comincia la nuova stagione perdendo al secondo turno del WTA di Auckland contro l'americana Madison Brengle. Agli Australian Open vince il torneo per la settima volta battendo in finale l'eterna rivale e sorella Venus Williams per 6-4, 6-4 e, grazie a questa vittoria, supera il record di 22 Slam vinti dalla Graf, avvicinandosi sempre più al record di 24 Slam della Court. Inoltre torna numero 1 del ranking ai danni della tedesca Angelique Kerber.
Annuncia il forfait dai tornei di Indian Wells e Miami, cedendo nuovamente dopo quasi 2 mesi la prima posizione del ranking alla Kerber. Non partecipa inoltre a nessun altro torneo durante l'anno in quanto incinta di una bambina.

### Tra riprese e ritiri (2018-2021)

#### 2018: finali Slam a Wimbledon e US Open dopo la gravidanza

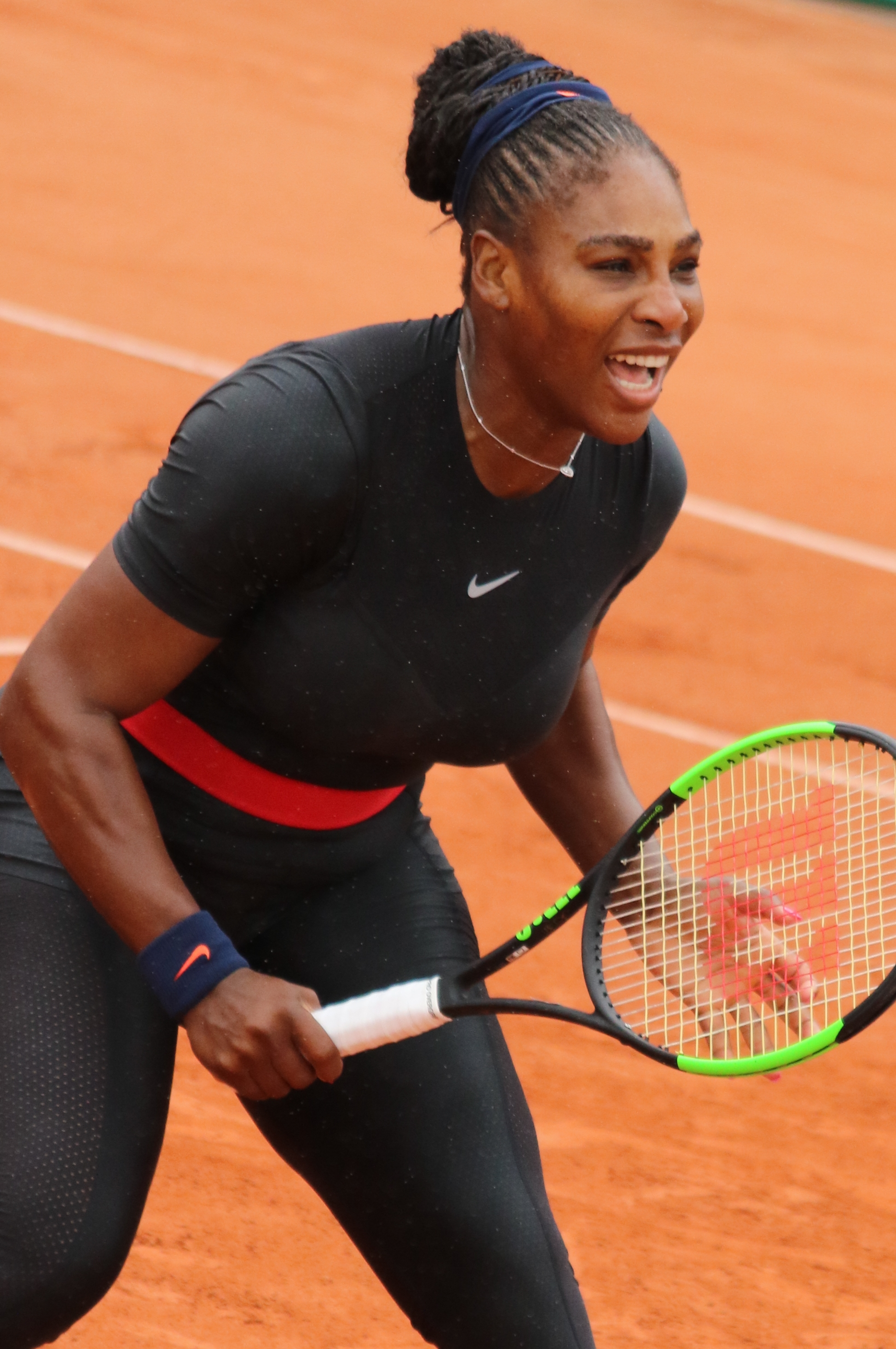
Serena Williams agli Open di Francia 2018

Il ritorno ufficiale avviene in doppio durante la Fed Cup, in coppia con Venus Williams; le due vengono sconfitte in questa occasione dalla coppia olandese Lesley Kerkhove-Demi Schuurs per 6-2, 6-3. Ad Indian Wells, il suo primo torneo di singolare da oltre un anno, riesce a superare due turni, prima di perdere al terzo contro la sorella Venus. A Miami, complice anche un cattivo sorteggio, esce al primo turno contro la recente campionessa di Indian Wells, Naomi Ōsaka. Dopo aver saltato tutta la stagione di preparazione sulla terra rossa, partecipa al Roland Garros, il suo primo slam da quello vinto in Australia nel 2017. Qui si spinge fino al quarto turno, ma deve arrendersi prima di scendere in campo agli ottavi con Maria Sharapova a causa di un infortunio alla spalla rimediato nel terzo turno di doppio, che non le permette neppure di servire. Rientra in campo solo a Wimbledon, dove viene accreditata con la testa di serie numero 25 per decisione degli organizzatori. Dopo aver superato agilmente i primi turni, incontra le prime difficoltà ai quarti contro l'italiana Camila Giorgi, che riesce tuttavia a battere in rimonta 3-6 6-3 6-4. In semifinale, batte la tedesca Gorges in due set 6-2 6-4, accedendo così alla finale di uno Slam meno di un anno dopo il parto. In finale viene tuttavia sconfitta dalla tedesca Angelique Kerber con il risultato di 3-6 3-6.. Nonostante ciò risale fino alla posizione numero 28 del ranking WTA del 14 luglio. Il 1º agosto, subisce la sconfitta più pesante della sua carriera al primo turno del torneo di San Jose da Johanna Konta, perdendo in due rapidi set 6-1 6-0. Al Premier di Cincinnati perde in tre set da Petra Kvitová, per ritornare a giocare lo US Open dopo un anno di assenza. Qui, arriva agli ottavi di finale senza perdere un set, sconfiggendo nell'ordine Magda Linette (6-4, 6-0), la tedesca Carina Witthöft (6-2, 6-2) e, nel loro trentesimo incrocio, la sorella Venus Williams, che batte per la 18ª volta con il risultato di 6-1, 6-2. In quarto turno incappa in una dura resistenza da parte dell'estone Kaia Kanepi, ma riesce a vincere in tre set (6-0, 4-6, 6-3). Nei quarti di finale sconfigge la testa di serie n.8 Karolína Plíšková per 6-3, 6-4 e, nella sua trentesima semifinale Slam, batte la lettone Anastasija Sevastova per 6-3, 6-0. Approda così in finale dopo quattro anni, dove trova la sorpresa giapponese Naomi Ōsaka che la batte 6-2 6-4 dopo una partita sofferta anche dal punto di vista delle penalità; warning per coaching, point penality per aver rotto una racchetta e, infine, game di penalità per scorrettezza verbale. Alla fine di settembre dichiara di rinunciare al torneo di Pechino e di chiudere così la sua stagione.

#### 2019: ritorno in Top 10 e finale a Wimbledon e allo US Open
Inizia la stagione partecipando direttamente agli Australian Open. Qui, si impone nettamente su Tatjana Maria (6-0 6-2), Eugenie Bouchard (6-2 6-2) e Dajana Jastrems'ka (6-2 6-1). Successivamente, si scontra con la numero uno del ranking e finalista della scorsa edizione, Simona Halep, che precedentemente aveva battuto sua sorella Venus. La partita è a senso unico e vede l'americana aggiudicarsi il primo set per 6-1, ma la rumena riprende il match nelle proprie mani rifacendosi nel secondo per 6-4. Il set decisivo è molto equilibrato, tuttavia Williams riesce a portarlo a casa per 6-4. In seguito, affronta Karolína Plíšková, contro la quale è costretta subito alla rincorsa, in quanto perde il primo set per 6-4. L'americana non si arrende e a sua volta rifila alla ceca un 6-4 nel secondo parziale. Il terzo set vede la rimonta dal 5-1 al 5-7 per la Plíšková, anche a causa di un infortunio alla caviglia dell'americana. Per quanto riguarda il ranking, sale all'undicesima posizione. Torna in campo ad Indian Wells, dove supera al secondo turno Victoria Azarenka 7-5, 6-3, per poi ritirarsi al terzo turno sotto 3-6, 0-1 contro Garbiñe Muguruza, per un'influenza. A Miami dopo aver battuto Rebecca Peterson in tre set al secondo turno, si ritira prima di scendere in campo contro Qiang Wang, a causa di un problema al ginocchio. A causa di questo infortunio salta il torneo di Madrid e torna in campo a Roma dopo tre anni di assenza. Anche qui, dopo aver superato Rebecca Peterson, si ritira per il riacutizzarsi del problema al ginocchio, prima di affrontare la sorella Venus. Si presenta al Roland Garros dove, dopo essere stata costretta a rimontare Vitalija D'jačenko per 2-6 6-1 6-0 e dopo essersi sbarazzata di Kurumi Nara in due sets, viene sconfitta dalla connazionale Sofia Kenin. 

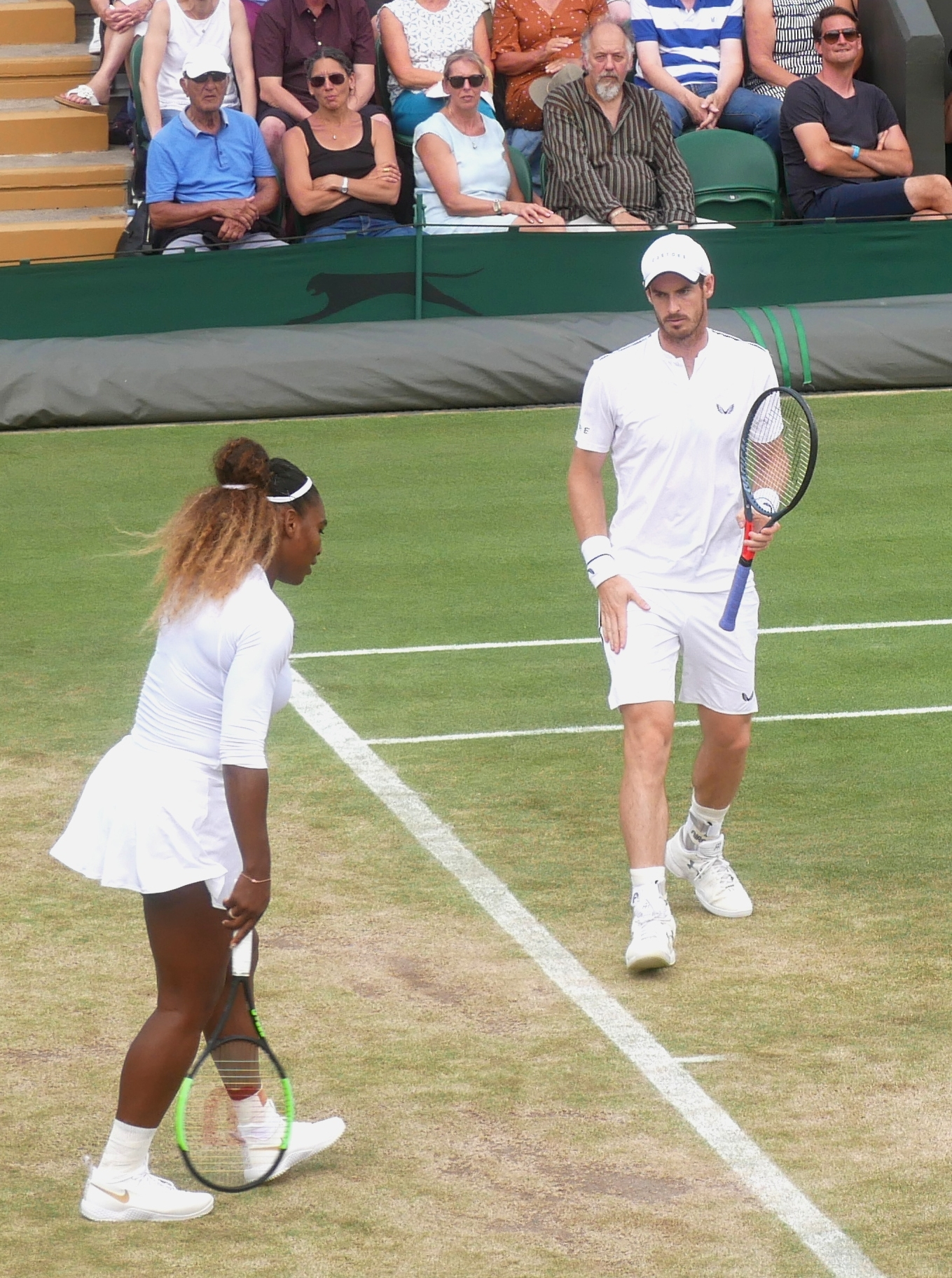
Serena Williams in coppia con Andy Murray nel doppio misto a Wimbledon 2019

Nonostante una lunga pausa, causata dai problemi fisici, la quale non le ha permesso di disputare i tornei su erba in preparazione allo Slam londinese, si mostra in ottima forma raggiungendo la finale. Williams si impone su Giulia Gatto-Monticone per 6-2 7-5; rimonta la giovane Kaja Juvan con il punteggio di 2-6 6-2 6-4; elimina la testa di serie numero diciotto, Julia Görges, per 6-3 6-4; si sbarazza di Carla Suárez Navarro con un doppio 6-2; riesce ad avere la meglio su Alison Riske sconfiggendola con il risultato di 6-4 4-6 6-3, mentre in semifinale lascia solamente tre games a Barbora Strýcová. La finale la vede opposta alla ex numero uno del mondo Simona Halep, precedentemente incontrata agli Australian Open, occasione in cui la statunitense aveva avuto la meglio al terzo set. Tuttavia, come è già capitato nelle recenti finali Slam, Williams cede all'enorme peso delle aspettative e viene nettamente sconfitta dalla romena in appena 56 minuti. Di conseguenza, è costretta a rimandare l'appuntamento con il 24º Grande Slam. Per quanto riguarda la classifica, sale alla nona posizione. Successivamente, raggiunge altre due finali importanti: a Toronto e agli US Open. Nel torneo canadese si sbarazza di Elise Mertens con un doppio 6-3; Ekaterina Aleksandrova per 7-5 6-4; Naomi Ōsaka, numero uno del ranking, per 6-3 6-4 e in rimonta estromette la sorpresa del torneo Marie Bouzková (1-6 6-3 6-3). Tuttavia, è costretta a ritirarsi in lacrime nell'ultimo atto contro la giocatrice di casa Bianca Andreescu, dopo appena 19 minuti di gioco per un problema alla schiena. Di conseguenza, annulla la sua partecipazione al Premier di Cincinnati, ma sale all'ottava posizione del ranking. Recupera in tempo per lo Slam newyorkese, che l'ha vista trionfare per sei volte, l'ultima nel 2014. Davanti al pubblico di casa supera l'eterna rivale Marija Šarapova, lasciandole appena due games, allungando la striscia di vittorie consecutive sulla russa a 20; riesce ad avere la meglio sulla connazionale Caty McNally in rimonta per 5-7 6-3 6-1; estromette Karolína Muchová per 6-3 6-2 e Petra Martić per 6-3 6-4; in seguito, lascia solamente un game alla numero uno cinese, Wang Qiang, in quella che poi si rivelerà la partita più corta della stagione (poco più di 40 minuti di gioco). In semifinale si scontra con Elina Svitolina, testa di serie numero cinque, ma il match è a senso unico per l'americana, in quanto se lo aggiudica per 6-3 6-1. Il 7 settembre, nella sua quarta finale Slam consecutiva, affronta nuovamente la teenager Andreescu, a distanza di un mese dall'ultimo incontro. Dopo aver perso il primo set per 6-3, spinta dal pubblico rimonta la canadese da 1-5 a 5-5, annullando anche un match point nel settimo game, ma ciò non è sufficiente, poiché la 19enne si riprende e sul secondo championship point non sbaglia, aggiudicandosi così per 7-5 il secondo parziale. Successivamente, come l'anno precedente, decide di concludere qui la sua stagione attraverso le cancellazioni dai tornei seguenti. Termina il 2019 al nono posto della classifica WTA.

#### 2020: 73º titolo in carriera e uscita dalla top 10

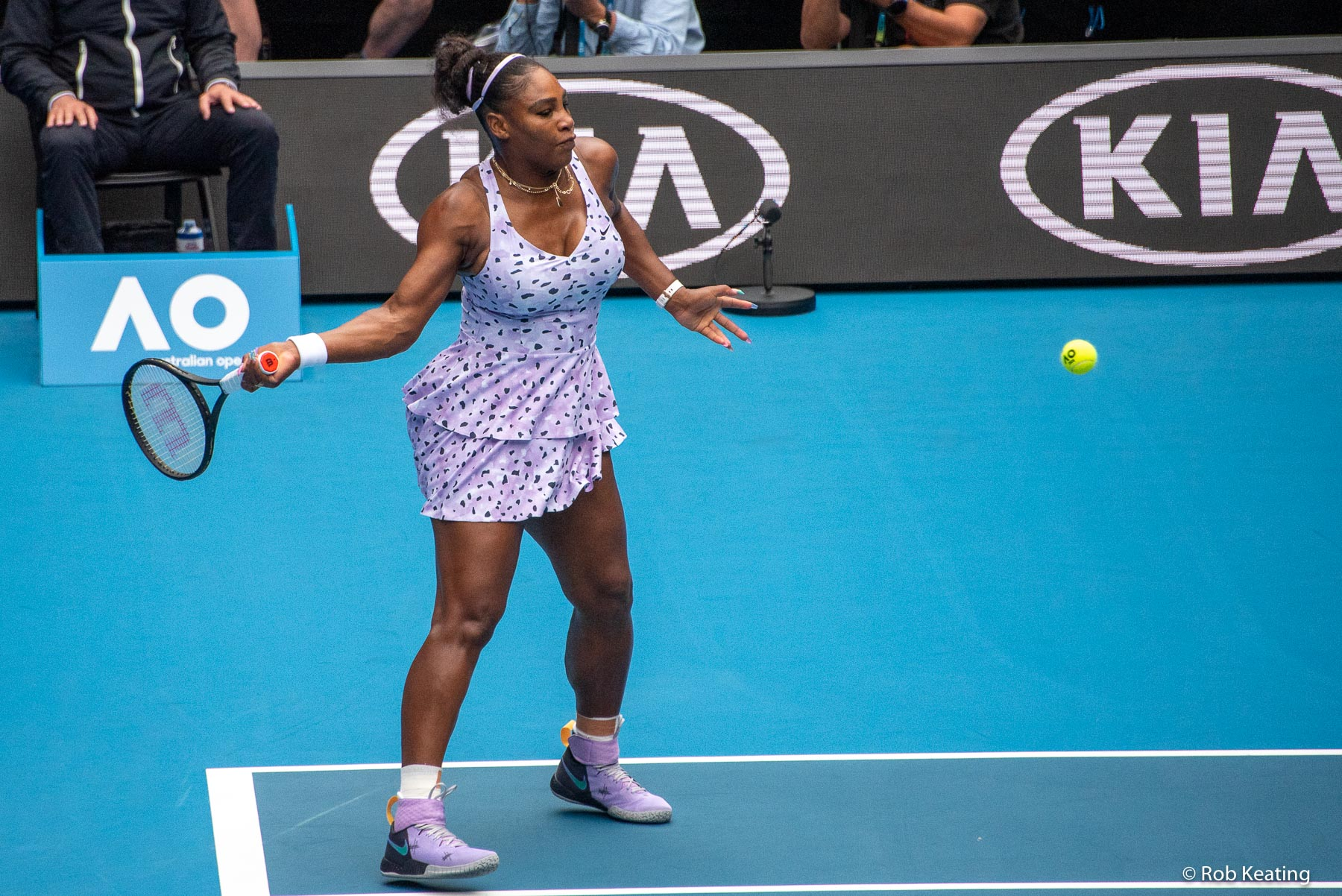
Serena Williams agli Australian Open 2020

Williams apre l'anno disputando due finali nell'International di Auckland. In singolare, dopo tre anni di digiuno, si aggiudica il 73º titolo WTA battendo facilmente Jessica Pegula con il punteggio di 6-3 6-4, mentre in coppia con l'amica Caroline Wozniacki viene fermata dalle connazionali Townsend/Muhammad nell'atto finale per 4-6 4-6. Agli Australian Open 2020 si libera facilmente di Anastasija Potapova per 6-0 6-3 e di Tamara Zidanšek per 6-2 6-3, salvo poi essere sorpresa dalla cinese Wang Qiang, che la sconfigge per 4-6 7–6(2) 5-7.
Come primo torneo dopo il lockdown dovuto alla pandemia di COVID-19 partecipa al Top Seed Open come testa di serie numero uno. Sconfigge in rimonta sia Bernarda Pera, sia la sorella Venus Williams, però cede poi nei quarti di finale alla numero 116 del mondo Shelby Rogers per 6-1 4-6 6(5)–7. Partecipa poi al Western & Southern Open 2020: al primo turno affronta Arantxa Rus e vince con il punteggio di 7–6(6), 3-6, 7–6(0), ma al secondo turno viene sconfitta dalla greca Maria Sakkari. Successivamente disputa gli US Open, primo Slam stagionale e, in ordine, estromette: Kristie Ahn, Margarita Gasparjanm, la già vincitrice del torneo Sloane Stephens, Maria Sakkari e Cvetana Pironkova. In semifinale affronta l'amica e rivale di lunga data Viktoryja Azaranka, cedendo per 6-1 3-6 3-6. Questo match si rivelerà essere l'ultimo della stagione per Williams, mentre il 16 novembre esce ufficialmente dalla Top 10, superata da Aryna Sabalenka.

#### 2021: ritorno in semifinale agli Australian Open e partita n° 1000 in carriera
Serena apre l'anno allo Yarra Valley Classic, dove è testa di serie n°5: dopo il bye all'esordio, ottiene la prima vittoria dell'anno contro Darja Gavrilova (6-1 6-4), mentre agli ottavi ritrova Cvetana Pironkova, che aveva affrontato anche ai quarti di finale degli ultimi US Open, imponendosi in due comodi parziali (6-1 6-4). Si sbarazza poi di Danielle Collins nei quarti, ma in semifinale è costretta a ritirarsi per un problema alla spalla.
Partecipa poi agli Australian Open, in caccia del 24º titolo Slam; sconfigge agilmente al primo turno Laura Siegemund con un doppio 6-1 e poi Nina Stojanović per 6-3 6-0. Al terzo turno elimina con qualche difficoltà Anastasija Potapova per 7–6(5) 6-2 e negli ottavi di finale affronta per la prima volta in carriera Aryna Sabalenka, contro cui vince per 6-4 2-6 6-4. Ai quarti, centra il 10º successo in carriera sulla numero due del mondo, Simona Halep, che batte con un doppio 6-3. Accede quindi alla sua 9ª semifinale nel major australiano, dove incrocia Naomi Ōsaka. Per la terza volta su quattro, Serena viene sconfitta dalla giapponese, questa volta con lo score di 3-6 4-6. Lo Slam australiano si rivelerà essere l'ultimo appuntamento tennistico per la statunitense, che si prende un periodo di stop.
Dopo una pausa di circa tre mesi, Serena torna in campo agli Internazionali di Roma, dove disputa il millesimo match in carriera incontrando al primo turno l’argentina Nadia Podoroska e venendo sconfitta per 6(6)–7 5-7. In seguito disputa l'Emilia Romagna Open, dove è accreditata come testa di serie numero uno: estromette al primo turno la giovane italiana Lisa Pigato per 6-3 6-2, ma poi viene sorpresa da Kateřina Siniaková, che la elimina per 7–6(4) 6-2. Giunge poi al secondo Slam stagionale, l'Open di Francia, dove si sbarazza delle romene Irina-Camelia Begu per 7-6(6) 6-2 e Mihaela Buzărnescu per 6-3 5-7 6-1. Al terzo turno, Serena vince il derby con Danielle Collins con un doppio 6-4, giungendo agli ottavi, dove incrocia la racchetta con Elena Rybakina, mai affrontata prima e contro cui perde 3-6 5-7.
Nel terzo Slam stagionale, Wimbledon, Serena è costretta al ritiro in lacrime, al primo turno contro Sasnovič, a causa di un infortunio alla coscia. Alla fine del torneo scivola alla posizione 16 del ranking mondiale. In seguito, sempre causa infortunio, salta anche gli US Open e con questi ultimi si conclude la stagione della statunitense.

### Ultimi tornei e ritiro (2022)
Alla fine del 2021 la tennista annuncia che non avrebbe preso parte ai prossimi Australian Open in quanto ancora impreparata fisicamente. A seguito di questa decisione, scivola nella classifica WTA fino al 244º posto a fine gennaio.
A giugno 2022 le viene garantita una wild card per partecipare al torneo di Wimbledon, segnando così il suo rientro nel circuito dopo un anno di stop. In preparazione al rientro su erba prende parte, grazie a un'altra wild card, al torneo di Eastbourne nella specialità del doppio in coppia con la tunisina Ons Jabeur. La coppia giunge fino alla semifinale, ma è costretta a rinunciare al torneo a causa di un infortunio rimediato da Jabeur. A Wimbledon Serena non riesce a centrare la prima vittoria dopo il rientro, perdendo dalla francese Harmony Tan, numero 113 del mondo, per 5-7 6-1 6(7)–7, non sfruttando un vantaggio di 4-0 nel tie break decisivo.
Ritorna in campo oltre un mese dopo a Toronto, per disputare la Rogers Cup. Il giorno dopo aver superato la lucky loser spagnola Nuria Parrizas-Diaz nel match che le ha regalato la prima vittoria in 430 giorni, annuncia attraverso una lettera pubblicata da Vogue il ritiro dalle competizioni al termine dello US Open. Al secondo turno del torneo canadese viene eliminata dalla dodicesima testa di serie Belinda Bencic. La trasferta nordamericana prosegue dunque a Cincinnati, torneo che Serena disputa accreditata del ranking protetto. Tuttavia, cede all'esordio alla campionessa in carica dello US Open Emma Raducanu in due set (6-4, 6-0 in favore della britannica).
Approdata a New York, gioca sia in singolare che in doppio con la sorella Venus. Con quest'ultima esce direttamente al primo turno, poiché eliminate dalla coppia ceca formata da Linda Nosková e Lucie Hradecká (6(5)–7, 4-6). In singolare supera il primo turno battendo in due set (6-3, 6-3) la montenegrina Danka Kovinić, numero 74 del ranking WTA e poi estromette l'estone numero due del mondo Anett Kontaveit in un match conclusosi in tre set (7–6(4), 2-6, 6-2), divenendo la prima tennista (compresi uomini) a battere una giocatrice della top 10 per quattro decenni consecutivi. Al terzo turno subisce una sconfitta dopo tre ore di gioco nel terzo set (5-7, 7–6(4), 1-6) dall'australiana Ajla Tomljanović, concludendo così la sua carriera professionistica.

## Vita privata
È la seconda delle due figlie di Richard Williams e Oracene Price. Venus Williams è sua sorella maggiore. Serena ha tre sorellastre maggiori da parte della madre: Yetunde Price (1972-2003), assassinata nel 2003 a soli 31 anni, Isha Price (1975) e Lyndrea Price (1978). In più ha almeno altri sette fratellastri da parte di padre.
Il 16 novembre 2017 ha sposato il cofondatore di Reddit Alexis Ohanian, mentre due mesi prima, il 1º settembre, era diventata madre di una bambina, Alexis Olympia Ohanian Jr., nonostante numerose complicazioni durante il parto. A maggio 2023 ha annunciato di essere nuovamente incinta.
Ad agosto 2023 è nata la seconda figlia, Adira River Ohanian.
Si è dichiarata Testimone di Geova.

## Stile di gioco

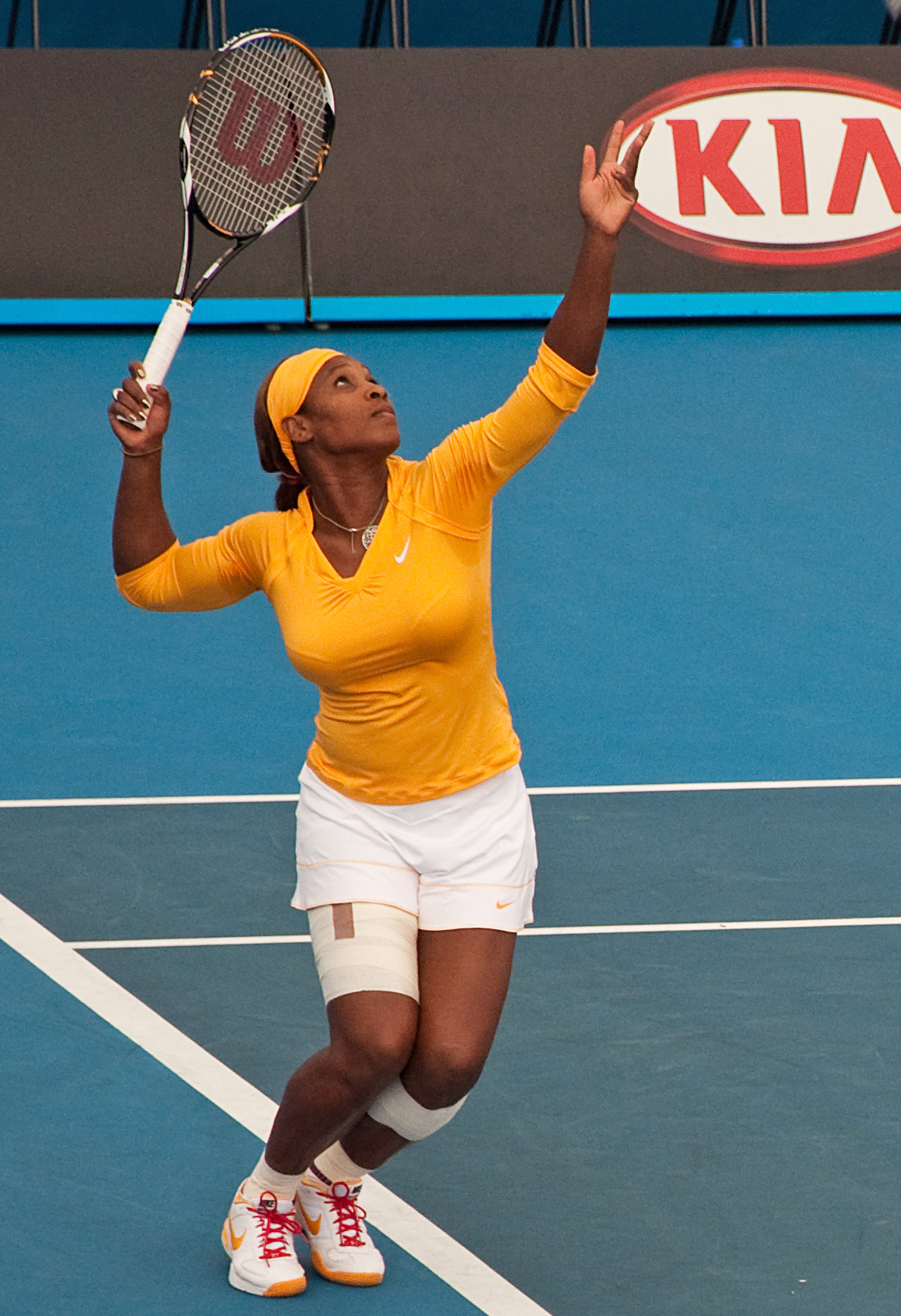
Serena Williams al servizio

Serena Williams è una giocatrice da fondo campo e il suo gioco è costruito attorno a un immediato controllo aggressivo dello scambio, sia durante il suo turno di servizio che durante quello dell'avversaria. Il suo diritto è considerato uno dei più potenti del circuito, così come il suo rovescio bimane. Anche il servizio è uno dei più potenti a livello femminile, cosa che le ha permesso varie volte di chiudere il punto con un ace. Serena Williams è anche un'ottima doppista e negli anni ha imparato a padroneggiare anche il gioco a rete.
La statunitense è conosciuta anche per essere una giocatrice molto solida a livello mentale. Infatti, ha vinto tre Slam dopo aver salvato delle palle match (nel 2003 e nel 2005 a Melbourne e nel 2009 a Wimbledon). Inoltre, ha anche imparato a servire aces nei momenti più critici degli incontri, come durante le palle break e i match points a proprio sfavore.

## Rivalità

### Venus Williams
(Serena Williams)

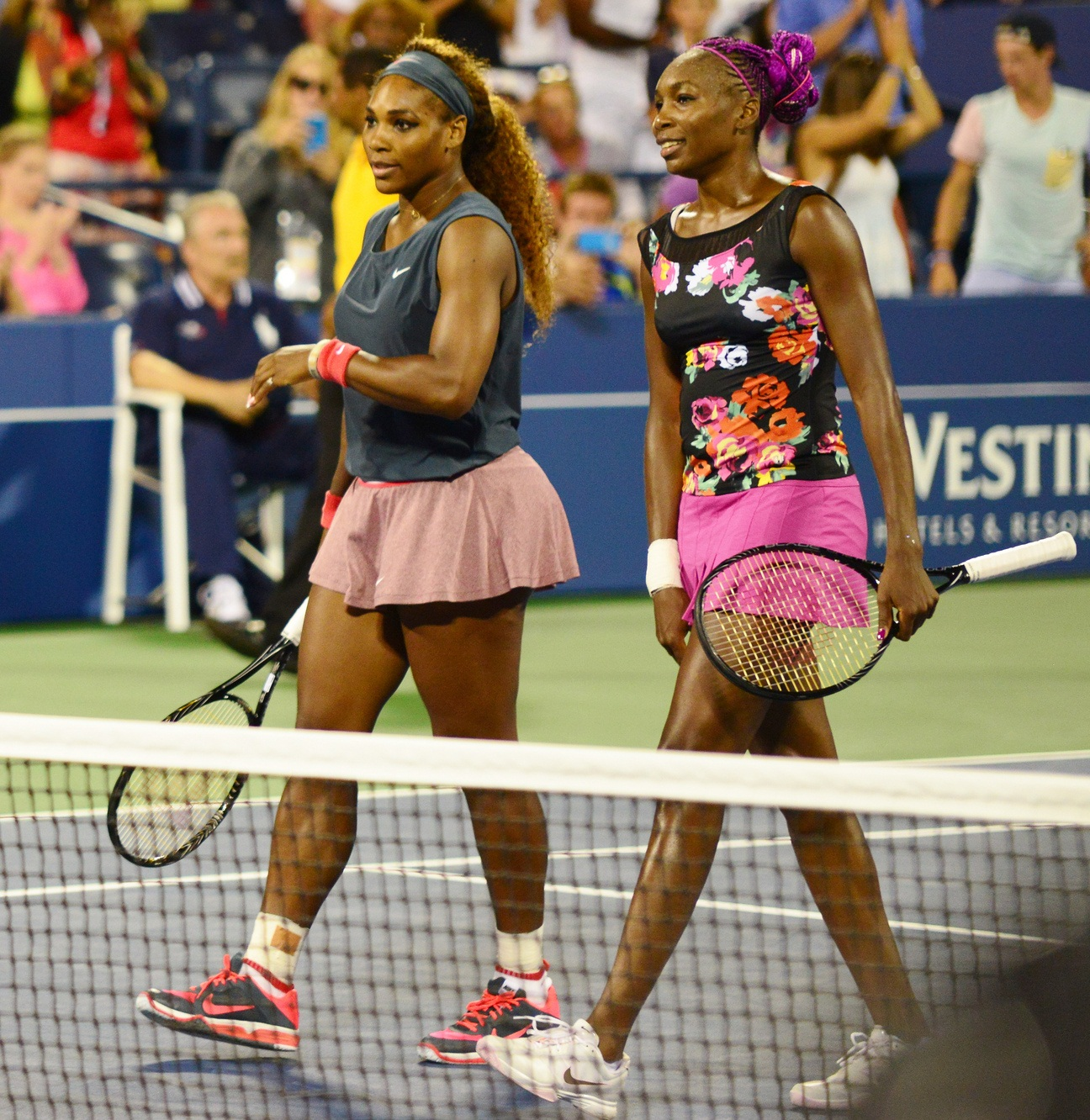
Venus (a destra) e Serena (a sinistra) durante gli US Open del 2013

Serena si è scontrata ben 31 volte con la sorella maggiore Venus, in una delle rivalità più note e discusse della storia recente del tennis. Dodici dei loro scontri sono avvenuti nei tornei del Grande Slam e ben otto in finali dello Slam. Serena conduce la rivalità per 19-12. Serena e Venus Williams sono state le seconde sorelle a scontrarsi in una finale dello Slam, dopo la finale del Torneo di Wimbledon 1884 dove si incontrarono Maud e Lillian Watson, e le prime sorelle a occupare contemporaneamente la prima e la seconda posizione del ranking WTA. La rivalità con la sorella ha caratterizzato fin dall'inizio la carriera di Serena. Il primo scontro tra le due risale al secondo turno dell'Australian Open del 1998, e vide la netta vittoria di Venus in due set. Venus ha dominato i primi anni della rivalità con la sorella vincendo cinque dei primi sei scontri diretti, tra cui la prima finale in famiglia in uno Slam allo US Open del 2001, vinta nettamente da Venus in due set. La svolta arriva nel 2002 quando Serena inizia una striscia di sei successi consecutivi con la sorella, di cui cinque in finali dello Slam. Serena sorprende la sorella in finale al Roland Garros e ripete il successo poco dopo a Wimbledon: questo successo è doppiamente importante in quanto le permette di scavalcare la sorella in cima alla classifica e diventare così numero 1 al mondo per la prima volta in carriera. Le due sorelle ripeteranno la sfida anche allo US Open del 2002 e all'Australian Open del 2003, vedendo sempre la vittoria di Serena, che completerà così il Career Grand Slam. Nel 2003 le due sorelle torneranno a scontrarsi in finale a Wimbledon, vedendo di nuovo Serena vincitrice sulla sorella in quella che è forse la più combattuta delle otto finali in famiglia, conclusasi in tre set con il punteggio di 4-6 6-4 6-2 in favore di Serena. Dopo quella finale le sorelle torneranno a scontrarsi solo nel 2005, quando Venus riuscirà a spezzare la serie di sei sconfitte consecutive, infliggendo due pesanti KO a Serena a Miami e negli ottavi di finale dello US Open.
Dopo una nuova pausa, la rivalità tra le sorelle Williams tornerà in auge alla fine del decennio. Tra 2008 e 2009 Serena si scontrerà con la sorella in nove occasioni, con sei vittorie per Serena e tre per Venus. Tra questi nove scontri spiccano le finali di Wimbledon 2008 e 2009, la prima vinta da Venus in due set molto combattuti (7-5 6-4) e la seconda vinta invece da Serena con un punteggio piuttosto netto (7-6 6-2). Sempre nel 2009 le sorelle si scontrano per due volte al WTA Tour Championships, il torneo di fine anno. Serena batterà la sorella in entrambe le occasioni che le vede di fronte, sia al Round Robin che in finale, riuscendo così a tornare la numero 1 del mondo. Dopo il 2009 la rivalità di Serena con la sorella ha perso parecchio appeal tra gli spettatori e gli appassionati, a causa della malattia che ha fatto precipitare Venus in classifica. Le sorelle sono tornate a scontrarsi in semifinale a Charleston nel 2013, a quasi tre anni e mezzo di distanza dall'ultimo incontro. Serena ha lasciato alla sorella appena tre games. A un anno e mezzo di distanza le due sorelle si sono nuovamente affrontate in semifinale alla Roger's Cup. Contrariamente a tutti i pronostici Venus è riuscita a sorprendere la sorella in tre set, spezzando così la striscia di cinque vittorie consecutive di Serena nella loro rivalità. Serena torna a trionfare agli ottavi di finale di Wimbledon 2015, sconfiggendo sua sorella con il punteggio di 6-4 6-3. Agli Australian Open 2017 le due sorelle tornano ad affrontarsi a distanza di due anni dall'ultima volta, ma in questo caso si ritrovano in finale, dove la sfida nell'atto conclusivo di uno Slam mancava da Wimbledon 2009. A spuntarla è anche questa volta Serena che, grazie al punteggio di 6-4 6-4, conquista il personale 23º Grande Slam in carriera, divenendo la tennista ad averne vinti di più dall'era Open a oggi. Tornano a riscontrarsi più di un anno dopo ad Indian Wells, ma questa volta la vittoria va a Venus per un 6-3 6-4. Allo US Open 2018 si ritrovano e a vincere è la sorella minore concedendo alla sorella solamente 3 game. Ad agosto 2020 Venus e Serena si incontrano al Top Seed Open dove per la diciannovesima volta vince la più giovane delle sorelle in una partita molto combattuta: il primo set lo spunta Venus per un 6-3, ma subito dopo Serena rimonta e va a vincere i 2 seguenti set per 6-3 6-4.

### Jennifer Capriati

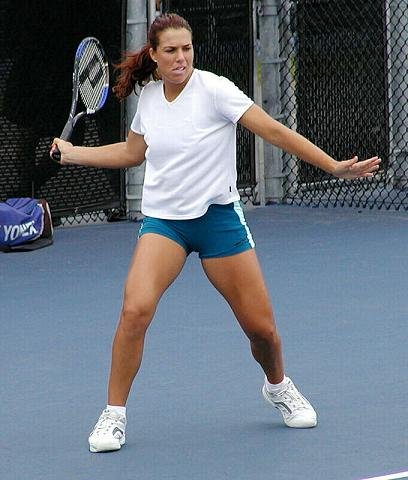
Jennifer Capriati

La rivalità con la connazionale Jennifer Capriati ha caratterizzato la prima parte della carriera di Serena. La rivalità si è conclusa nel 2004 quando, pur non ritirandosi ufficialmente, la Capriati ha cessato l'attività agonistica. Quella tra Serena Williams e Jennifer Capriati è stata una delle rivalità più emozionanti e discusse dei primi anni del 2000. Le due tenniste americane si sono confrontate in diciassette occasioni, di cui ben sette volte nei titoli del Grande Slam. La rivalità si è conclusa in favore di Serena per 10-7, ma gli scontri nei titoli dello Slam vedono prevalere la Capriati per 4-3. Gli scontri diretti tra Serena e la Capriati erano particolarmente sentiti da pubblico e stampa in quanto estremamente incerti, e per darne un'idea basti pensare che dodici dei diciassette scontri tra Serena e la Capriati si sono conclusi al terzo set. Il primo scontro tra le due, avvenuto a Berlino nel 1999, s'è concluso con la vittoria di Serena. I successivi quattro scontri, tra cui spiccano i quarti di finale del Roland Garros e Wimbledon 2001, sono stati vinti dalla Capriati. Quindi, a partire dalla finale di Toronto del 2001, Serena inaugurò una serie di otto successi consecutivi, tra cui spiccano la semifinale del Roland Garros 2002, in una sconfitta che causò alla Capriati la perdita della numero 1 del ranking, e i quarti di Wimbledon 2003. Nel 2004, ultimo anno della carriera della Capriati, Serena rimediò invece tre sconfitte in quattro scontri, e venne battuta dalla connazionale in semifinale a Roma e ai quarti del Roland Garros. Serena si vendicò nei quarti a Wimbledon, lasciando solo due games alla connazionale, ma perse nuovamente ai quarti dello US Open in una partita nota per le feroci contestazioni di Serena contro il giudice di sedia, colpevole di numerose (e decisive) chiamate errate a suo sfavore. Il contestato quarto di finale dello US Open è stato l'ultimo atto di questa intensa rivalità, in quanto dalla fine della stagione la Capriati, pur non avendo mai ufficializzato il proprio ritiro, non è più scesa in campo.

### Justine Henin

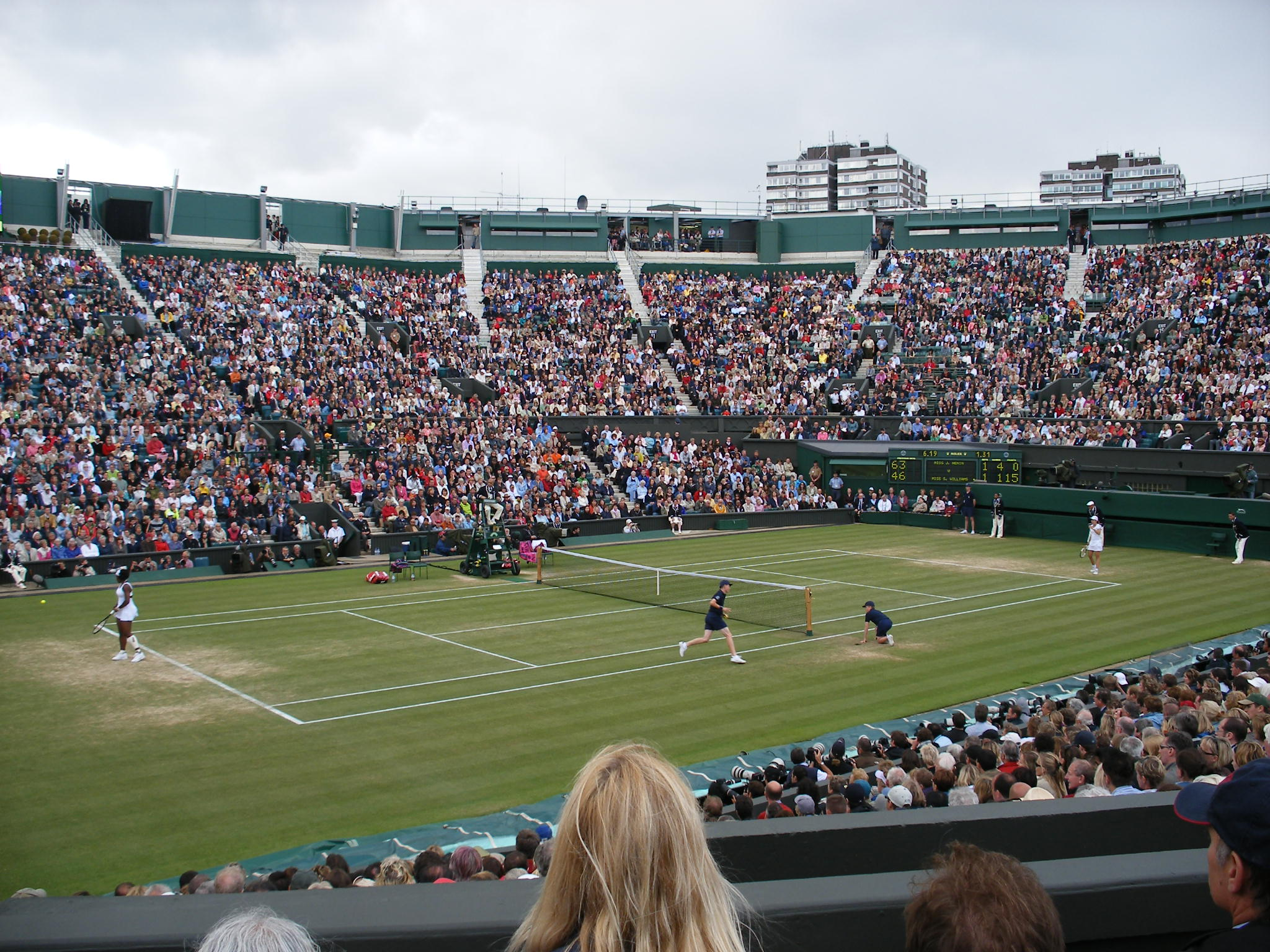
Serena Williams contro Justine Henin a Wimbledon, nel 2007

La rivalità con Justine Henin ha caratterizzato buona parte della carriera di Serena nel primo decennio del nuovo millennio. La rivalità tra Serena e la Henin era molto sentita tra stampa e appassionati anche per via degli stili di gioco molto differenti tra le due atlete. Era quindi estremamente interessante lo scontro tra la potenza di Serena e l'eleganza della Henin. Serena si è scontrata con la Henin in quattordici occasioni, sette di questi scontri sono avvenuti nei titoli del Grande Slam. La rivalità si è conclusa in favore di Serena per 8-6, ma la Henin prevale per 4-3 negli scontri nello Slam. Il primo scontro tra le due giocatrici è avvenuto nel 2001 agli ottavi degli US Open, e ha visto una netta affermazione di Serena sulla giocatrice belga. Serena ha dominato la prima parte della rivalità vincendo quattro dei primi cinque scontri con la tennista vallona. Le cose cominciarono a cambiare nel 2003, quando la Henin batté Serena due volte in tre scontri, prima in finale a Charleston quindi in semifinale al Roland Garros dopo una sfida in tre combattutissimi set. Serena si vendicò poche settimane dopo a Wimbledon, nuovamente in semifinale, quando batté la belga in due set. Le giocatrici non si scontrarono più per quattro anni, fino al 2007, anno in cui la rivalità tra le due giocatrici toccò l'apice. In quella stagione Serena, tornata ad alti livelli dopo un periodo difficile, si scontrò con la Henin, che presidiava la prima posizione nel ranking, in ben quattro occasioni. Il primo scontro avvenne in finale a Miami e vide Williams sorprendere la Henin in tre combattutissimi set. I tre scontri successivi, avvenuti ai quarti di finale di Roland Garros; Wimbledon e US Open, videro però sempre l'affermazione della belga su Serena. Williams interruppe la striscia di tre sconfitte consecutive a Miami nel 2008. Quindi, poco dopo, arrivò il sorprendente ritiro della belga quando questa era ancora la numero 1 al mondo. Quando nel 2010 la Henin decise di tornare nel circuito, incrociò subito Serena in finale all'Australian Open, in quella che è stata la loro prima e unica sfida in una finale dello Slam. Serena vinse in tre set dopo una sfida molto combattuta. La Henin si è nuovamente ritirata, stavolta definitivamente, a gennaio del 2011. La finale dell'Australian Open 2010 è stata quindi l'ultimo scontro tra le due.

### Martina Hingis

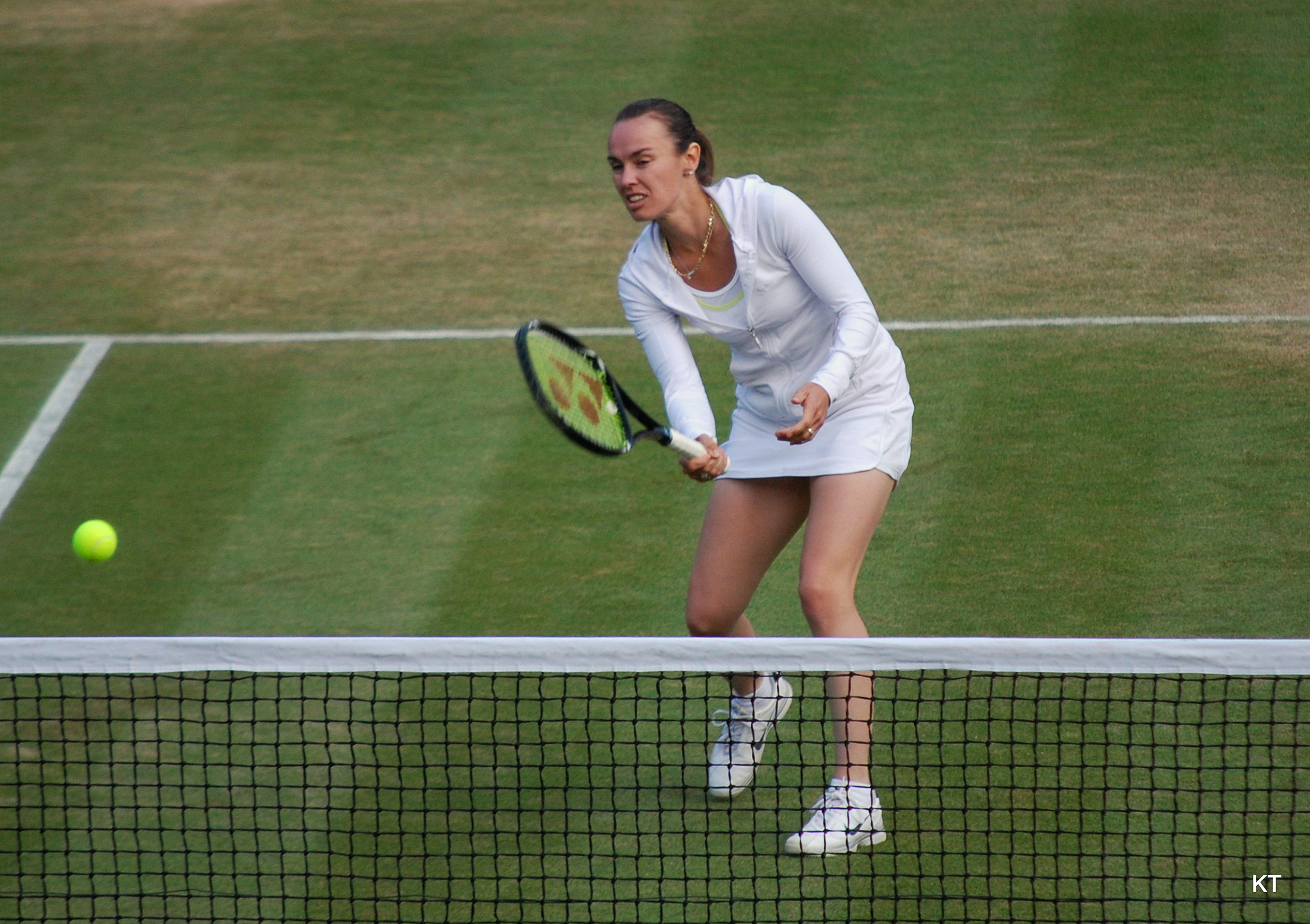
Martina Hingis nel 2011

La rivalità con Martina Hingis ha caratterizzato i primi anni di Serena Williams nel circuito. La rivalità tra Serena e la Hingis è ricordata in quanto Martina Hingis era la regina del tennis femminile alla fine degli anni '90, ma la potenza di Serena Williams e della sorella Venus misero presto in crisi il regno della tennista elvetica. Serena ha incrociato la Hingis in tredici occasioni, di cui tre nei titoli del Grande Slam, chiudendo la rivalità in suo favore per 7-6 negli scontri diretti e per 2-1 nei match del Grande Slam. Il primo scontro tra Serena e la Hingis avvenne ai quarti di finale a Miami nel 1998 dove, come da pronostico, vinse la Hingis, all'epoca numero 1 al mondo, ma la giocatrice svizzera rischiò seriamente la sconfitta: Serena infatti la costrinse al terzo set dove la Hingis prevalse solo al tie-break. La rivalità tra Serena e la Hingis cominciò a diventare seria nel 1999, quando le due si incrociarono in ben quattro occasioni. Serena batté l'allora numero 1 della classifica in tre scontri su quattro: in particolare, durante l'estate sul cemento americano Serena infligge due dure sconfitte alla Hingis in semifinale a Los Angeles e in finale allo US Open, dove la tennista americana conquista il suo primo titolo dello Slam sorprendendo la leader del ranking in due set. Tra 2000 e 2001 la Hingis riesce a invertire la serie negativa contro Serena, battendola in tre occasioni consecutive a Montréal nel 2000 e nel 2001 Sydney e ai quarti dell'Australian Open. In semifinale allo US Open del 2001, però, Serena torna vincente in due set, e si aggiudicherà anche gli ultimi due scontri con l'elvetica. L'ultima sfida tra la Hingis e Serena è stata ai quarti di Miami del 2002, quando Serena ha lasciato appena quattro games alla svizzera. La Hingis, dopo il ritiro nel 2003, è tornata in attività tra il 2006 e il 2008, quando ha nuovamente appeso la racchetta al chiodo, ma Serena non l'ha mai incrociata in questo periodo. La rivalità tra Serena e la Hingis si è quindi conclusa nel 2002.

### Viktoria Azarenka

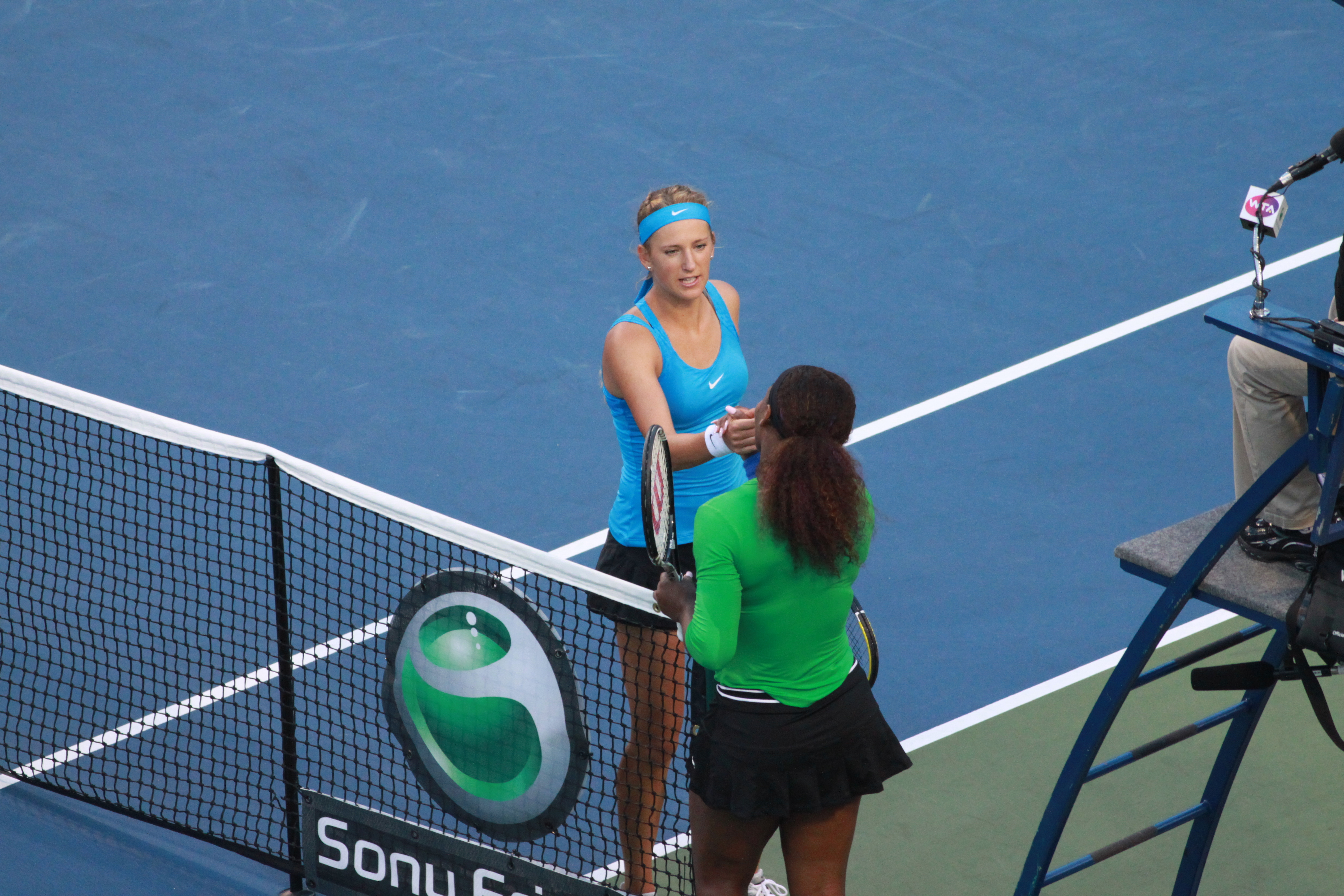
Serena e Viktoria si stringono la mano alla Rogers Cup 2011

La rivalità con Viktoryja Azaranka è iniziata formalmente nel 2008, agli Australian Open, con una vittoria della statunitense. È diventata più intensa, però, a partire dal 2013. La prima finale disputata tra le due è stata durante il Premier Mandatory di Miami del 2009, nella quale ha trionfato la bielorussa con il punteggio di 6-3, 6-1. I successivi dieci incontri hanno visto la vittoria della statunitense. Gli incontri più importanti sono stati disputati nelle finali di Madrid del 2012 e agli US Open dello stesso anno. Il 2012 è stato l'anno più fortunato di Viktoryja Azarenka, nel quale è diventata numero uno della classifica WTA e nel quale ha conquistato sei titoli, tra cui gli Australian Open. Nel 2013, le due giocatrici si sono sfidate in quattro occasioni, sempre in finale: a Doha (vittoria della tennista bielorussa), a Roma (vittoria della statunitense), a Cincinnati (vittoria della bielorussa, giudicato come uno dei migliori incontri dell'anno) e a New York (vittoria di Serena Williams). A eccezione di Roma, tutti gli incontri si sono conclusi al terzo set e con un tie break disputato durante il match. Nel 2014, le due si sono sfidate solamente una volta, anche a causa di un infortunio che non ha permesso a Viktoria Azarenka di giocare tutto l'anno. L'incontro disputato è stato l'ultimo atto del torneo di Brisbane, vinto da Serena Williams. Nel 2015, le due tenniste si sono affrontate per la prima volta a Madrid. A trionfare è stata Serena Williams, che ha annullato tre match point e ha concluso con il punteggio di 7–6(5), 3-6, 7–6(1). Le due tenniste si sono affrontate anche al terzo turno del Roland Garros oltre che ai quarti di Wimbledon; in entrambe le occasioni la statunitense è riuscita ad avere la meglio (3-6, 6-4, 6-2 a Parigi, 3-6, 6-2, 6-3 a Londra). Nel 2016, invece, è Viktoria ad avere la meglio: Serena viene, infatti, sconfitta nella finale del Premier Mandatory di Indian Wells in due set. Viktoria Azarenka è diventata così l'unica tennista ad aver sconfitto in quattro occasioni in finale Serena Williams. La bielorussa ha avuto la meglio anche in semifinale agli US Open 2020, sconfiggendo Williams per 1-6, 6-3 6-3.

### Marija Šarapova

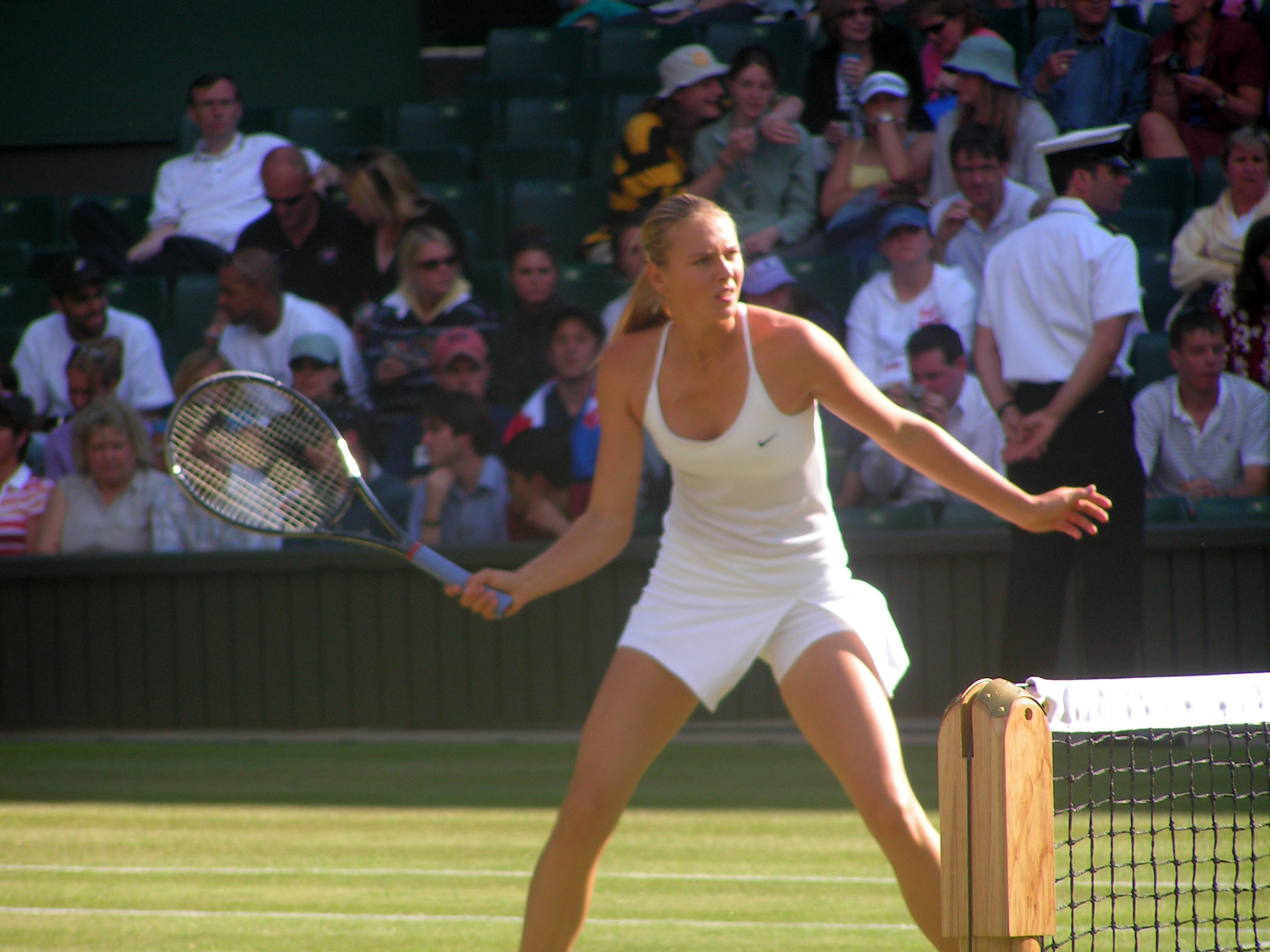
Marija Šarapova nel 2004 a Wimbledon

La rivalità tra Serena e la Šarapova è iniziata nel 2004 e la statunitense conduce per 20-2. Nel 2004 le due si scontrarono tre volte: a Miami, in finale a Wimbledon e al Masters di Los Angeles. A Miami vinse Serena, ma nelle altre due circostanze vinse la russa. Da allora iniziò una striscia di 19 match vinti consecutivamente dalla statunitense. Le due tenniste si sono scontrate poi in altre tre finali Slam (Australian Open 2007 e 2015, Roland Garros 2013) e nel 2012 alla finale dei Giochi Olimpici, e tutte queste partite furono vinte da Serena Williams, che non viene sconfitta dalla russa dalla finale del Masters di Los Angeles del 2004. La russa non strappa un set a Serena dalla finale del Premier Mandatory di Miami 2013, vinta sempre dall'americana 4-6 6-3 6-0.
L'ultimo precedente risale allo US Open 2019, dove le due tenniste si affrontarono al primo turno e Williams prevalse con un perentorio doppio 6-1; l'anno precedente si sarebbero dovute affrontare nel quarto turno dell'Open di Francia, ma Williams dovette dare forfait a poche ore dall'inizio del match a causa di un problema fisico. La rivalità si è conclusa ufficialmente nel 2020, con il ritiro della Šarapova.

## Statistiche

### Singolare

#### Finali del Grande Slam

##### Vinte (23)
| Anno | Torneo                          | Superficie  | Avversario          | Risultato        |
| ---- | ------------------------------- | ----------- | ------------------- | ---------------- |
| 1999 | US Open, New York               | Cemento     | Martina Hingis      | 6–3, 7–6(4)      |
| 2002 | Open di Francia, Parigi         | Terra rossa | Venus Williams      | 7–5, 6–3         |
| 2002 | Torneo di Wimbledon, Londra     | Erba        | Venus Williams      | 7–6(4), 6–3      |
| 2002 | US Open, New York (2)           | Cemento     | Venus Williams      | 6–4, 6–3         |
| 2003 | Australian Open, Melbourne      | Cemento     | Venus Williams      | 7–6(4), 3–6, 6–4 |
| 2003 | Torneo di Wimbledon, Londra (2) | Erba        | Venus Williams      | 4–6, 6–4, 6–2    |
| 2005 | Australian Open, Melbourne (2)  | Cemento     | Lindsay Davenport   | 2–6, 6–3, 6–0    |
| 2007 | Australian Open, Melbourne (3)  | Cemento     | Marija Šarapova     | 6–1, 6–2         |
| 2008 | US Open, New York (3)           | Cemento     | Jelena Janković     | 6–4, 7–5         |
| 2009 | Australian Open, Melbourne (4)  | Cemento     | Dinara Safina       | 6–0, 6–3         |
| 2009 | Torneo di Wimbledon, Londra (3) | Erba        | Venus Williams      | 7–6(3), 6–2      |
| 2010 | Australian Open, Melbourne (5)  | Cemento     | Justine Henin       | 6–4, 3–6, 6–2    |
| 2010 | Torneo di Wimbledon, Londra (4) | Erba        | Vera Zvonarëva      | 6–3, 6–2         |
| 2012 | Torneo di Wimbledon, Londra (5) | Erba        | Agnieszka Radwańska | 6–1, 5–7, 6–2    |
| 2012 | US Open, New York (4)           | Cemento     | Viktoryja Azaranka  | 6–2, 2–6, 7–5    |
| 2013 | Open di Francia, Parigi (2)     | Terra rossa | Marija Šarapova     | 6–4, 6–4         |
| 2013 | US Open, New York (5)           | Cemento     | Viktoryja Azaranka  | 7–5, 6(6)–7, 6–1 |
| 2014 | US Open, New York (6)           | Cemento     | Caroline Wozniacki  | 6–3, 6–3         |
| 2015 | Australian Open, Melbourne (6)  | Cemento     | Marija Šarapova     | 6–3, 7–6(5)      |
| 2015 | Open di Francia, Parigi (3)     | Terra rossa | Lucie Šafářová      | 6–3, 6(2)–7, 6–2 |
| 2015 | Torneo di Wimbledon, Londra (6) | Erba        | Garbiñe Muguruza    | 6–4, 6–4         |
| 2016 | Torneo di Wimbledon, Londra (7) | Erba        | Angelique Kerber    | 7–5, 6–3         |
| 2017 | Australian Open, Melbourne (7)  | Cemento     | Venus Williams      | 6–4, 6–4         |

##### Perse (10)
| Anno | Torneo                          | Superficie  | Avversario       | Risultato     |
| ---- | ------------------------------- | ----------- | ---------------- | ------------- |
| 2001 | US Open, New York               | Cemento     | Venus Williams   | 2–6, 4–6      |
| 2004 | Torneo di Wimbledon, Londra     | Erba        | Marija Šarapova  | 1–6, 4–6      |
| 2008 | Torneo di Wimbledon, Londra (2) | Erba        | Venus Williams   | 5–7, 4–6      |
| 2011 | US Open, New York (2)           | Cemento     | Samantha Stosur  | 2–6, 3–6      |
| 2016 | Australian Open, Melbourne      | Cemento     | Angelique Kerber | 4–6, 6–3, 4–6 |
| 2016 | Open di Francia, Parigi         | Terra rossa | Garbiñe Muguruza | 5–7, 4–6      |
| 2018 | Torneo di Wimbledon, Londra (3) | Erba        | Angelique Kerber | 3–6, 3–6      |
| 2018 | US Open, New York (3)           | Cemento     | Naomi Ōsaka      | 2–6, 4–6      |
| 2019 | Torneo di Wimbledon, Londra (4) | Erba        | Simona Halep     | 2–6, 2–6      |
| 2019 | US Open, New York (4)           | Cemento     | Bianca Andreescu | 3–6, 5–7      |

### Doppio

#### Finali del Grande Slam

##### Vinte (14)
| Anno | Torneo                          | Superficie  | Compagna       | Avversarie in finale                | Punteggio        |
| ---- | ------------------------------- | ----------- | -------------- | ----------------------------------- | ---------------- |
| 1999 | Open di Francia, Parigi         | Terra rossa | Venus Williams | Martina Hingis Anna Kurnikova       | 6–3, 6(2)–7, 8–6 |
| 1999 | US Open, New York               | Cemento     | Venus Williams | Chanda Rubin Sandrine Testud        | 4–6, 6–1, 6–4    |
| 2000 | Torneo di Wimbledon, Londra     | Erba        | Venus Williams | Julie Halard-Decugis Ai Sugiyama    | 6–3, 6–2         |
| 2001 | Australian Open, Melbourne      | Cemento     | Venus Williams | Lindsay Davenport Corina Morariu    | 6–2, 2–6, 6–4    |
| 2002 | Torneo di Wimbledon, Londra (2) | Erba        | Venus Williams | Virginia Ruano Pascual Paola Suárez | 6–2, 7–5         |
| 2003 | Australian Open, Melbourne (2)  | Cemento     | Venus Williams | Virginia Ruano Pascual Paola Suárez | 4–6, 6–4, 6–2    |
| 2008 | Torneo di Wimbledon, Londra (3) | Erba        | Venus Williams | Lisa Raymond Samantha Stosur        | 6–2, 6–2         |
| 2009 | Australian Open, Melbourne (3)  | Cemento     | Venus Williams | Daniela Hantuchová Ai Sugiyama      | 6–3, 6–3         |
| 2009 | Torneo di Wimbledon, Londra (4) | Erba        | Venus Williams | Samantha Stosur Rennae Stubbs       | 7–6(4), 6–4      |
| 2009 | US Open, New York (2)           | Cemento     | Venus Williams | Cara Black Liezel Huber             | 6–2, 6–2         |
| 2010 | Australian Open, Melbourne (4)  | Cemento     | Venus Williams | Cara Black Liezel Huber             | 6–4, 6–3         |
| 2010 | Open di Francia, Parigi (2)     | Terra rossa | Venus Williams | Květa Peschke Katarina Srebotnik    | 6–2, 6–3         |
| 2012 | Torneo di Wimbledon, Londra (5) | Erba        | Venus Williams | Andrea Hlaváčková Lucie Hradecká    | 7–5, 6–4         |
| 2016 | Torneo di Wimbledon, Londra (6) | Erba        | Venus Williams | Tímea Babos Jaroslava Švedova       | 6–3, 6–4         |

### Doppio misto

#### Finali del Grande Slam

##### Vinte (2)
| Tornei del Grande Slam  |
| ----------------------- |
| Australian Open (0)     |
| Open di Francia (0)     |
| Torneo di Wimbledon (1) |
| US Open (1)             |

| N. | Data              | Torneo                      | Superficie | Compagno   | Avversari in finale            | Punteggio |
| 1. | 5 luglio 1998     | Torneo di Wimbledon, Londra | Erba       | Maks Mirny | Mahesh Bhupathi Mirjana Lučić  | 6–4, 6–4  |
| 2. | 13 settembre 1998 | US Open, New York           | Cemento    | Maks Mirny | Patrick Galbraith Lisa Raymond | 6–2, 6–2  |

##### Perse (2)
| Tornei del Grande Slam  |
| ----------------------- |
| Australian Open (1)     |
| Open di Francia (1)     |
| Torneo di Wimbledon (0) |
| US Open (0)             |

| N. | Data            | Torneo                     | Superficie  | Compagno   | Avversari in finale             | Punteggio        |
| 1. | 7 giugno 1998   | Open di Francia, Parigi    | Terra rossa | Luis Lobo  | Justin Gimelstob Venus Williams | 4–6, 4–6         |
| 2. | 31 gennaio 1999 | Australian Open, Melbourne | Cemento     | Maks Mirny | David Adams Mariaan de Swardt   | 4–6, 6–4, 6(5)–7 |

## Filmografia

### Attrice

#### Cinema
- Hair Show, regia di Leslie Small (2004)
- Pixels, regia di Chris Columbus (2015)
- Ocean's 8, regia di Gary Ross (2018)
- Glass Onion: Knives Out (Glass Onion: A Knives Out Mystery), regia di Rian Johnson (2022)

#### Televisione
- Tutto in famiglia (My Wife and Kids) – serie TV, episodio 3x07 (2002)
- Street Time – serie TV, episodio 2x12 (2003)
- Law & Order - Unità vittime speciali (Law & Order: Special Victims Unit) – serie TV, episodio 5x12 (2004)
- The Division – serie TV, episodio 4x12 (2004)
- Punk'd – programma televisivo, episodi 4x03, 6x06 (2005)
- E.R. - Medici in prima linea (ER) – serie TV, episodio 12x08 (2005)
- America's Next Top Model – programma televisivo, episodio 4x04 (2005)
- The Oprah Winfrey Show – programma televisivo, episodi 20x30, 25x27 (2005-2010)
- The Bernie Mac Show – serie TV, episodio 5x20 (2006)
- MADtv (MadTV) – programma televisivo, episodio 14x07 (2008)
- Al passo con i Kardashian (Keeping Up with the Kardashians) – programma televisivo, episodio 6x15 (2011)
- Drop Dead Diva – serie TV, episodio 4x06 (2012)
- Being Serena – docuserie, 5 episodi (2018)

#### Videoclip
- Sorry - Beyoncé (2016)

### Doppiatrice
- I Simpson (The Simpsons) – serie TV, episodio 12x12 (2001)
- Higglytown Heroes - 4 piccoli eroi  (Higglytown Heroes) – serie TV, episodio 1x23 (2005)
- Loonatics Unleashed – serie TV, episodio 2x09 (2007)
- Avatar - La leggenda di Aang (Avatar: The Last Airbender) – serie TV, episodio 3x10 (2007)
- La leggenda di Korra (The Legend of Korra) – serie TV, episodio 2x07 (2013)
- PAW Patrol - Il super film (PAW Patrol: The Mighty Movie), regia di Cal Brunker (2023)

### Produttrice
- Una famiglia vincente - King Richard (King Richard), regia di Reinaldo Marcus Green (2021)

## Doppiatrici italiane
Nelle versioni in italiano delle opere in cui ha recitato, Serena Williams è stata doppiata da:
- Laura Latini in Law & Order - Unità vittime speciali
- Tatiana Dessi in Pixels
- Irene Trotta in Glass Onion: Knives Out